# ドコモ スマートフォン
ドコモ スマートフォンは、NTTドコモによる携帯電話の分類。同分類に含まれるスマートフォンは、2023年5月のGoogle Pixel 取り扱い再開以降、「Androidスマートフォン」に移動した。
1. 狭義には、2010年1月21日にXperia SO-01B（ソニー・エリクソン→ソニーモバイル）と同時発表され、2011年秋まで展開され、2013年夏から再び展開される分類のひとつ。本項では以下の通り記述する。
  1. 第1期 - 2010年春のXperia SO-01Bから2011年秋のXperia ray SO-03Cまで
  2. 第2期 - 2013年夏のXperia A SO-04Eから
2. 広義には、1.、「docomo with series」、「docomo NEXT series」からなるドコモのコンシューマー向けスマートフォンの総称。

## 特徴
2008年の秋以降に発売されたドコモのスマートフォンは、主にビジネスユース向けカテゴリである「docomo PRO series」の中で発売されていた。しかし、近年のスマートフォン利用者はビジネスだけでなく、コンシューマにも浸透しており、特に2010年4月発売のXperia SO-01BはビジネスよりもSNSや一般向けアプリケーション、ミュージックに特徴を持つため、旧来のPROではコンセプトが一致しないことから、新たなカテゴリとして創設された（第1期ドコモ スマートフォン）。同じ「スマート」の語が含まれるが、「docomo SMART series」（こちらはフィーチャーフォン）との関連はない。
2010年9月より提供開始のspモードにより、iモードメールと同様の「docomo.ne.jp」のドメイン名のメールアドレスが利用可能である。
2011年9月よりタブレット端末向けの「ドコモ タブレット」という新しいカテゴリが追加され、発売済のタブレット端末2機種がこのカテゴリに移動した。同年10月からはスマートフォンのカテゴリ分割も行われ、「docomo with series」と「docomo NEXT series」の2つの体制となった（「with」と「NEXT」はいずれも「ドコモ スマートフォン」のサブカテゴリとして扱われている）。なお、「with」「NEXT」の制定前である2011年夏・秋発売モデルも、同時期よりこの2つの新カテゴリに振り分けられていたが、次第にその線引きは曖昧となっていき、その結果2013年夏モデルから「with」と「NEXT」の両シリーズは統合されて廃止となり、再び「ドコモ スマートフォン」に戻った（第2期ドコモ スマートフォン）。
余談だが、「ドコモ スマートフォン」の分類は、両期ともソニーモバイルコミュニケーションズのXperiaシリーズの機種から始まっており、第1期はXperiaシリーズの機種で終わってもいる（第1期：SO-01B - SO-03C、第2期：SO-04E - ）。

## 機種・仕様

### 第1期
| 機種                      | ブランド(コンセプト)・メーカー        | 発売日 初期搭載OS                               | 音声通信方式                 | データ通信方式                      | 対応サービス                                                                                                  |
| 2009年冬-2010年春モデル   | 2009年冬-2010年春モデル               | 2009年冬-2010年春モデル                         | 2009年冬-2010年春モデル      | 2009年冬-2010年春モデル             | 2009年冬-2010年春モデル                                                                                       |
| ------------------------- | ------------------------------------- | ----------------------------------------------- | ---------------------------- | ----------------------------------- | --- |
| SO-01B                    | Xperia ソニー・エリクソン             | 2010年4月1日 Android 1.6                        | 3G：FOMA (W-CDMA) 2G：GSM    | 3.5G：FOMA (HSDPA/HSUPA) 2G：EDGE   | 無線LAN(IEEE 802.11b/g)、 GPS、Bluetooth 2.0+EDR エリアメール                                                 |
| 2010年夏・秋モデル        |                                       |                                                 |                              |                                     | |
| T-01B                     | dynapocket 東芝                       | 2010年6月18日 Windows Mobile 6.5.3 Professional | 3G：FOMA (W-CDMA) 2G：GSM    | 3.5G：FOMA (HSDPA/HSUPA) 2G：EDGE   | 無線LAN(IEEE 802.11b/g)、 GPS、Bluetooth 2.0+EDR                                                              |
| SH-10B                    | LYNX シャープ                         | 2010年7月23日 Android 1.6                       | 3G：FOMA (W-CDMA) 2G：非対応 | 3.5G：FOMA (HSDPA/HSUPA) 2G：非対応 | 無線LAN(IEEE 802.11b/g)、 GPS、Bluetooth 2.0+EDR、 ワンセグ、赤外線通信                                       |
| BlackBerry Bold 9700      | BlackBerry リサーチ・イン・モーション | 2010年7月30日 BlackBerry OS 5.0                 | 3G：FOMA (W-CDMA) 2G：GSM    | 3.5G：FOMA (HSDPA) 2G：EDGE         | 無線LAN(IEEE 802.11b/g)、 GPS、Bluetooth 2.1+EDR                                                              |
| SC-02B                    | GALAXY S サムスン電子                 | 2010年10月28日 Android 2.2                      | 3G：FOMA (W-CDMA) 2G：GSM    | 3.5G：FOMA (HSDPA/HSUPA) 2G：EDGE   | 無線LAN(IEEE 802.11b/g/n)、 GPS、Bluetooth 3.0+EDR                                                            |
| 2010年冬-2011年春モデル   |                                       |                                                 |                              |                                     | |
| SC-01C【T】               | GALAXY Tab サムスン電子               | 2010年11月26日 Android 2.2                      | 3G：FOMA (W-CDMA) 2G：GSM    | 3.5G：FOMA (HSDPA/HSUPA) 2G：EDGE   | 無線LAN(IEEE 802.11a/b/g/n)、 GPS、Bluetooth 3.0+EDR                                                          |
| BlackBerry Curve 9300     | BlackBerry リサーチ・イン・モーション | 2010年12月1日 BlackBerry OS 5.0                 | 3G：FOMA (W-CDMA) 2G：GSM    | 3.5G：FOMA (HSDPA) 2G：EDGE         | 無線LAN(IEEE 802.11b/g/n)、 GPS、Bluetooth 2.1+EDR                                                            |
| SH-03C                    | LYNX 3D シャープ                      | 2010年12月3日 Android 2.1                       | 3G：FOMA (W-CDMA) 2G：非対応 | 3.5G：FOMA (HSDPA/HSUPA) 2G：非対応 | 無線LAN(IEEE 802.11b/g)、 GPS、Bluetooth 2.1+EDR、 ワンセグ、FeliCa 赤外線通信、エリアメール                  |
| T-01C                     | REGZA Phone 富士通東芝 (東芝ブランド) | 2010年12月17日 Android 2.1                      | 3G：FOMA (W-CDMA) 2G：GSM    | 3.5G：FOMA (HSDPA/HSUPA) 2G：EDGE   | 無線LAN(IEEE 802.11b/g)、 GPS、Bluetooth 2.1+EDR、 ワンセグ、FeliCa 赤外線通信                                |
| L-04C                     | Optimus chat LGエレクトロニクス       | 2011年3月6日 Android 2.2                        | 3G：FOMA (W-CDMA) 2G：GSM    | 3.5G：FOMA (HSDPA/HSUPA) 2G：EDGE   | 無線LAN(IEEE 802.11b/g)、 GPS、Bluetooth 2.1+EDR                                                              |
| N-04C                     | MEDIAS NECカシオ (NECブランド)        | 2011年3月15日 Android 2.2                       | 3G：FOMA (W-CDMA) 2G：GSM    | 3.5G：FOMA (HSDPA/HSUPA) 2G：EDGE   | 無線LAN(IEEE 802.11b/g/n)、 GPS、Bluetooth 2.1+EDR、 ワンセグ、FeliCa 赤外線通信、テザリング、 エリアメール   |
| SO-01C                    | Xperia arc ソニー・エリクソン         | 2011年3月24日 Android 2.3                       | 3G：FOMA (W-CDMA) 2G：GSM    | 3.5G：FOMA (HSDPA/HSUPA) 2G：EDGE   | 無線LAN(IEEE 802.11b/g/n)、 GPS、Bluetooth 2.1+EDR、 テザリング、エリアメール                                 |
| L-06C【T】                | Optimus Pad LGエレクトロニクス        | 2011年3月31日 Android 3.0                       | 非対応                       | 3.5G：FOMA (HSDPA/HSUPA) 2G：EDGE   | 無線LAN(IEEE 802.11b/g/n)、 GPS、Bluetooth 3.0+HS、 テザリング                                                |
| 2011年夏・秋モデル        |                                       |                                                 |                              |                                     | |
| SH-12C【N】               | AQUOS PHONE シャープ                  | 2011年5月20日 Android 2.3                       | 3G：FOMA (W-CDMA) 2G：GSM    | 3.5G：FOMA (HSDPA/HSUPA) 2G：EDGE   | 無線LAN(IEEE 802.11b/g/n)、 GPS、Bluetooth 3.0、 ワンセグ、FeliCa、 赤外線通信、テザリング、 エリアメール     |
| L-07C【w】                | Optimus bright LGエレクトロニクス     | 2011年6月18日 Android 2.3                       | 3G：FOMA (W-CDMA) 2G：GSM    | 3.5G：FOMA (HSDPA/HSUPA) 2G：EDGE   | 無線LAN(IEEE 802.11b/g/n)、 GPS、Bluetooth 2.1+EDR、 テザリング                                               |
| SC-02C【N】               | GALAXY S II サムスン電子              | 2011年6月23日 Android 2.3                       | 3G：FOMA (W-CDMA) 2G：GSM    | 3.5G：FOMA (HSDPA/HSUPA) 2G：EDGE   | 無線LAN(IEEE 802.11a/b/g/n)、 GPS、Bluetooth 3.0+HS、 ワンセグ、テザリング                                    |
| N-06C【w】                | MEDIAS WP NECカシオ (NECブランド)     | 2011年6月24日 Android 2.3                       | 3G：FOMA (W-CDMA) 2G：GSM    | 3.5G：FOMA (HSDPA/HSUPA) 2G：EDGE   | 無線LAN(IEEE 802.11b/g/n)、 GPS、Bluetooth 2.1+EDR、 ワンセグ、FeliCa、 赤外線通信、テザリング                |
| BlackBerry Bold 9780【N】 | BlackBerry リサーチ・イン・モーション | 2011年6月29日 BlackBerry OS 6.0                 | 3G：FOMA (W-CDMA) 2G：GSM    | 3.5G：FOMA (HSDPA/HSUPA) 2G：EDGE   | 無線LAN(IEEE 802.11b/g)、 GPS、Bluetooth 2.1+EDR                                                              |
| SO-02C【N】               | Xperia acro ソニー・エリクソン        | 2011年7月9日 Android 2.3                        | 3G：FOMA (W-CDMA) 2G：GSM    | 3.5G：FOMA (HSDPA/HSUPA) 2G：EDGE   | 無線LAN(IEEE 802.11b/g/n)、 GPS、Bluetooth 2.1+EDR、 ワンセグ、FeliCa、 赤外線通信、テザリング、 エリアメール |
| SH-13C【w】               | AQUOS PHONE f シャープ                | 2011年8月6日 Android 2.3                        | 3G：FOMA (W-CDMA) 2G：GSM    | 3.5G：FOMA (HSDPA/HSUPA) 2G：EDGE   | 無線LAN(IEEE 802.11b/g/n)、 GPS、Bluetooth 3.0、 FeliCa、赤外線通信、 テザリング、エリアメール、 おくだけ充電 |
| F-12C【w】                | 富士通                                | 2011年8月7日 Android 2.3                        | 3G：FOMA (W-CDMA) 2G：GSM    | 3.5G：FOMA (HSDPA/HSUPA) 2G：EDGE   | 無線LAN(IEEE 802.11b/g/n)、 GPS、Bluetooth 2.1+EDR、 FeliCa、赤外線通信、 テザリング、エリアメール            |
| P-07C【w】                | パナソニック                          | 2011年8月13日 Android 2.3                       | 3G：FOMA (W-CDMA) 2G：GSM    | 3.5G：FOMA (HSDPA/HSUPA) 2G：EDGE   | 無線LAN(IEEE 802.11b/g/n)、 GPS、Bluetooth 2.1+EDR、 ワンセグ、赤外線通信、 テザリング、エリアメール          |
| SO-03C【w】               | Xperia ray ソニー・エリクソン         | 2011年8月27日 Android 2.3                       | 3G：FOMA (W-CDMA) 2G：GSM    | 3.5G：FOMA (HSDPA/HSUPA) 2G：EDGE   | 無線LAN(IEEE 802.11b/g/n)、 GPS、Bluetooth 2.1+EDR テザリング、エリアメール                                   |

- 【T】：2011年9月より、ドコモ タブレットに属する機種。
- 【N】：2011年10月より、docomo NEXT seriesに属する機種。
- 【w】：2011年10月より、docomo with seriesに属する機種。

### with/NEXT期
詳細は各項を参照。
docomo with series
| - P-01D - REGZA Phone T-01D - ARROWS Kiss F-03D - F-03D Girls' - AQUOS PHONE SH-01D - AQUOS PHONE slider SH-02D - LUMIX Phone P-02D - PRADA Phone by LG L-02D - Q-Pot.Phone SH-04D - Disney Mobile on docomo F-08D - MEDIAS ES N-05D - Xperia acro HD SO-03D | - Disney Mobile on docomo P-05D - AQUOS PHONE st SH-07D - F-09D ANTEPRIMA - Optimus it L-05D - ELUGA V P-06D - MEDIAS X N-07D - Xperia SX SO-05D - ARROWS Me F-11D - AQUOS PHONE si SH-01E - SH-01E Vivienne Westwood - Xperia AX SO-01E - Ascend HW-01E | - ARROWS V F-04E - MEDIAS U N-02E - N-02E ONE PIECE - Disney Mobile on docomo N-03E - Optimus LIFE L-02E - ARROWS Kiss F-03E - ARROWS Kiss with JILL STUART - AQUOS PHONE EX SH-04E - MEDIAS X N-04E |

docomo NEXT series
| - Xperia PLAY SO-01D - GALAXY S II LTE SC-03D - GALAXY NEXUS SC-04D - MEDIAS PP N-01D - Optimus LTE L-01D - ARROWS X LTE F-05D - ARROWS μ F-07D - MEDIAS LTE N-04D - Xperia NX SO-02D - AQUOS PHONE SH-06D - SH-06D NERV | - P-04D - BlackBerry Bold 9900 - GALAXY Note SC-05D - GALAXY S III SC-06D - AQUOS PHONE ZETA SH-09D - ARROWS X F-10D - REGZA Phone T-02D - Optimus Vu L-06D - L-06D JOJO - Xperia GX SO-04D - ELUGA power P-07D | - AQUOS PHONE sv SH-10D - Optimus G L-01E - GALAXY Note II SC-02E - GALAXY S III α SC-03E - ELUGA X P-02E - Xperia Z SO-02E - ARROWS X F-02E - Optimus G Pro L-04E - MEDIAS W N-05E - Ascend D2 HW-03E |

### 第2期
| 機種                   | ブランド(コンセプト)・メーカー           | 発売日 初期搭載OS                                                        | 音声通信方式                               | データ通信方式                              | 対応サービス |
| 2013年夏モデル         | 2013年夏モデル                           | 2013年夏モデル                                                           | 2013年夏モデル                             | 2013年夏モデル                              | 2013年夏モデル |
| ---------------------- | ---------------------------------------- | ------------------------------------------------------------------------ | ------------------------------------------ | ------------------------------------------- | --- |
| SO-04E                 | Xperia A ソニーモバイル                  | 2013年5月17日 Android 4.1                                                | 3G：FOMA (W-CDMA) 2G：GSM                  | 3.9G : Xi 3.5G：FOMA (HSDPA/HSUPA) 2G：EDGE | 無線LAN(IEEE 802.11a/b/g/n)、 GPS、Bluetooth 4.0、 テザリング、エリアメール、 NOTTV(録画対応)、ワンセグ、 NFC/FeliCa、赤外線通信                                                                                 |
| SC-04E                 | GALAXY S4 サムスン電子                   | 2013年5月23日 Android 4.2                                                | 3G：FOMA (W-CDMA) 2G：GSM                  | 3.9G : Xi 3.5G：FOMA (HSDPA/HSUPA) 2G：EDGE | 無線LAN(IEEE 802.11a/b/g/n/ac)、 GPS、Bluetooth 4.0、 テザリング、エリアメール、 NOTTV(録画対応)、ワンセグ、 NFC(決済不可)/FeliCa、ホバー動作                                                                    |
| SH-06E                 | AQUOS PHONE ZETA シャープ                | 2013年5月24日 Android 4.2                                                | 3G：FOMA (W-CDMA) 2G：GSM                  | 3.9G : Xi 3.5G：FOMA (HSDPA/HSUPA) 2G：EDGE | 無線LAN(IEEE 802.11a/b/g/n/ac)、 GPS、Bluetooth 4.0、 テザリング、エリアメール、 NOTTV(録画対応)、ワンセグ、 NFC/FeliCa、おくだけ充電、 ホバー動作、赤外線通信                                                   |
| F-06E                  | ARROWS NX 富士通                         | 2013年6月7日 Android 4.2                                                 | 3G：FOMA (W-CDMA) 2G：GSM                  | 3.9G : Xi 3.5G：FOMA (HSDPA/HSUPA) 2G：EDGE | 無線LAN(IEEE 802.11a/b/g/n/ac)、 GPS、Bluetooth 4.0、 テザリング、エリアメール、 NOTTV(録画対応)、ワンセグ、 フルセグ、NFC/FeliCa、 ホバー動作、赤外線通信                                                       |
| P-03E                  | ELUGA P パナソニック                     | 2013年6月15日 Android 4.2                                                | 3G：FOMA (W-CDMA) 2G：GSM                  | 3.9G : Xi 3.5G：FOMA (HSDPA/HSUPA) 2G：EDGE | 無線LAN(IEEE 802.11a/b/g/n)、 GPS、Bluetooth 4.0、 テザリング、エリアメール、 NOTTV(録画対応)、ワンセグ、 NFC/FeliCa、おくだけ充電、 ホバー動作、赤外線通信                                                      |
| N-06E                  | MEDIAS X NECカシオ (NECブランド)         | 2013年6月19日 Android 4.2                                                | 3G：FOMA (W-CDMA) 2G：GSM                  | 3.9G : Xi 3.5G：FOMA (HSDPA/HSUPA) 2G：EDGE | 無線LAN(IEEE 802.11a/b/g/n/ac)、 GPS、Bluetooth 4.0、 テザリング、エリアメール、 NOTTV(録画対応)、ワンセグ、 NFC/FeliCa、赤外線通信                                                                              |
| SH-07E                 | AQUOS PHONE si シャープ                  | 2013年6月21日 Android 4.2                                                | 3G：FOMA (W-CDMA) 2G：GSM                  | 3.9G : Xi 3.5G：FOMA (HSDPA/HSUPA) 2G：EDGE | 無線LAN(IEEE 802.11a/b/g/n/ac)、 GPS、Bluetooth 4.0 テザリング、エリアメール NOTTV(録画対応)、ワンセグ NFC/FeliCa、赤外線通信                                                                                    |
| L-05E                  | Optimus it LGエレクトロニクス            | 2013年6月22日 Android 4.2                                                | 3G：FOMA (W-CDMA) 2G：GSM                  | 3.9G : Xi 3.5G：FOMA (HSDPA/HSUPA) 2G：EDGE | 無線LAN(IEEE 802.11a/b/g/n)、 GPS、Bluetooth 4.0、 テザリング、エリアメール、 NOTTV(録画対応)、ワンセグ、 NFC/FeliCa、おくだけ充電                                                                               |
| F-07E                  | Disney Mobile on docomo 富士通           | 2013年7月31日 Android 4.2                                                | 3G：FOMA (W-CDMA) 2G：GSM                  | 3.9G : Xi 3.5G：FOMA (HSDPA/HSUPA) 2G：EDGE | 無線LAN(IEEE 802.11a/b/g/n/ac)、 GPS、Bluetooth 4.0、 テザリング、エリアメール、 NOTTV(録画対応)、ワンセグ、 NFC/FeliCa、赤外線通信                                                                              |
| SO-04E                 | Xperia feat. HATSUNE MIKU ソニーモバイル | 2013年9月18日 Android 4.2                                                | 3G：FOMA (W-CDMA) 2G：GSM                  | 3.9G : Xi 3.5G：FOMA (HSDPA/HSUPA) 2G：EDGE | 無線LAN(IEEE 802.11a/b/g/n)、 GPS、Bluetooth 4.0、 テザリング、エリアメール、 NOTTV(録画対応)、ワンセグ、 NFC/FeliCa、赤外線通信                                                                                 |
| 2013年冬・2014春モデル |                                          |                                                                          |                                            |                                             | |
| L-01F                  | G2 LGエレクトロニクス                    | 2013年10月11日 Android 4.2                                               | 3G：FOMA (W-CDMA) 2G：GSM                  | 3.9G : Xi 3.5G：FOMA (HSDPA/HSUPA) 2G：EDGE | 無線LAN(IEEE 802.11a/b/g/n/ac)、 GPS、Bluetooth 4.0、 テザリング、エリアメール、 ワンセグ、NFC/FeliCa、ハイレゾ音源再生                                                                                          |
| SC-01F                 | Galaxy Note 3 サムスン電子               | 2013年10月17日 Android 4.3                                               | 3G：FOMA (W-CDMA) 2G：GSM                  | 3.9G : Xi 3.5G：FOMA (HSDPA/HSUPA) 2G：EDGE | 無線LAN(IEEE 802.11a/b/g/n/ac)、 GPS、Bluetooth 4.0、 テザリング、エリアメール、 NOTTV(録画対応)、ワンセグ、 NFC/FeliCa、ハイレゾ音源再生                                                                        |
| SO-01F                 | Xperia Z1 ソニーモバイル                 | 2013年10月24日 Android 4.2                                               | 3G：FOMA (W-CDMA) 2G：GSM                  | 3.9G : Xi 3.5G：FOMA (HSDPA/HSUPA) 2G：EDGE | 無線LAN(IEEE 802.11a/b/g/n/ac)、 GPS、Bluetooth 4.0、 テザリング、エリアメール、 NOTTV(録画対応)、ワンセグ、 フルセグ、NFC/FeliCa、 赤外線通信                                                                   |
| F-01F                  | ARROWS NX 富士通                         | 2013年10月24日 Android 4.2                                               | 3G：FOMA (W-CDMA) 2G：GSM                  | 3.9G : Xi 3.5G：FOMA (HSDPA/HSUPA) 2G：EDGE | 無線LAN(IEEE 802.11a/b/g/n/ac)、 GPS、Bluetooth 4.0、 テザリング、エリアメール、 NOTTV(録画対応)、ワンセグ、 フルセグ、NFC/FeliCa、 赤外線通信                                                                   |
| SC-02F                 | Galaxy J サムスン電子                    | 2013年10月31日 Android 4.3                                               | 3G：FOMA (W-CDMA) 2G：GSM                  | 3.9G : Xi 3.5G：FOMA (HSDPA/HSUPA) 2G：EDGE | 無線LAN(IEEE 802.11a/b/g/n/ac)、 GPS、Bluetooth 4.0、 テザリング、エリアメール、 NOTTV(録画対応)、ワンセグ、 NFC/FeliCa、ハイレゾ音源再生                                                                        |
| SH-01F                 | AQUOS PHONE ZETA シャープ                | 2013年11月7日 Android 4.2                                                | 3G：FOMA (W-CDMA) 2G：GSM                  | 3.9G : Xi 3.5G：FOMA (HSDPA/HSUPA) 2G：EDGE | 無線LAN(IEEE 802.11a/b/g/n/ac)、 GPS、Bluetooth 4.0、 テザリング、エリアメール、 NOTTV(録画対応)、ワンセグ、 フルセグ、NFC/FeliCa                                                                                |
| SH-01F                 | SH-01F DRAGON QUEST シャープ             | 2013年12月7日 Android 4.2                                                | 3G：FOMA (W-CDMA) 2G：GSM                  | 3.9G : Xi 3.5G：FOMA (HSDPA/HSUPA) 2G：EDGE | 無線LAN(IEEE 802.11a/b/g/n/ac)、 GPS、Bluetooth 4.0、 テザリング、エリアメール、 NOTTV(録画対応)、ワンセグ、 フルセグ、NFC/FeliCa                                                                                |
| F-03F                  | Disney Mobile on docomo 富士通           | 2013年12月13日 Android 4.2                                               | 3G：FOMA (W-CDMA) 2G：GSM                  | 3.9G : Xi 3.5G：FOMA (HSDPA/HSUPA) 2G：EDGE | 無線LAN(IEEE 802.11a/b/g/n/ac)、 GPS、Bluetooth 4.0、 テザリング、エリアメール、 ワンセグ、NFC/FeliCa、 赤外線通信                                                                                               |
| SO-02F                 | Xperia Z1 f ソニーモバイル               | 2013年12月19日 Android 4.2                                               | 3G：FOMA (W-CDMA) 2G：GSM                  | 3.9G : Xi 3.5G：FOMA (HSDPA/HSUPA) 2G：EDGE | 無線LAN(IEEE 802.11a/b/g/n/ac)、 GPS、Bluetooth 4.0、 テザリング、エリアメール、 ワンセグ、NFC/FeliCa |
| SH-02F                 | AQUOS PHONE EX シャープ                  | 2014年1月24日 Android 4.2                                                | 3G：FOMA (W-CDMA) 2G：GSM                  | 3.9G : Xi 3.5G：FOMA (HSDPA/HSUPA) 2G：EDGE | 無線LAN(IEEE 802.11a/b/g/n/ac)、 GPS、Bluetooth 4.0、 テザリング、エリアメール、 ワンセグ、NFC/FeliCa |
| 2014夏モデル           |                                          |                                                                          |                                            |                                             | |
| SC-04F                 | Galaxy S5 サムスン電子                   | 2014年5月15日 Android 4.4                                                | 3.9G：Xi (VoLTE) 3G：FOMA (W-CDMA) 2G：GSM | 3.9G : Xi 3.5G：FOMA (HSDPA/HSUPA) 2G：EDGE | 無線LAN(IEEE 802.11a/b/g/n/ac)、 GPS、Bluetooth 4.0、 テザリング、エリアメール、 NOTTV(録画対応)、ワンセグ、 NFC/FeliCa、ANT+、 かんたんテザリング、LTE・Wi-Fi同時接続、 ハイレゾ音源再生                        |
| SO-03F                 | Xperia Z2 ソニーモバイル                 | 2014年5月21日 Android 4.4                                                | 3.9G：Xi (VoLTE) 3G：FOMA (W-CDMA) 2G：GSM | 3.9G : Xi 3.5G：FOMA (HSDPA/HSUPA) 2G：EDGE | 無線LAN(IEEE 802.11a/b/g/n/ac)、 GPS、Bluetooth 4.0、 テザリング、エリアメール、 NOTTV(録画対応)、ワンセグ、 フルセグ、NFC/FeliCa、 ANT+、かんたんテザリング、ハイレゾ音源再生                                   |
| SH-04F                 | AQUOS ZETA シャープ                      | 2014年5月23日 Android 4.4                                                | 3.9G：Xi (VoLTE) 3G：FOMA (W-CDMA) 2G：GSM | 3.9G : Xi 3.5G：FOMA (HSDPA/HSUPA) 2G：EDGE | 無線LAN(IEEE 802.11a/b/g/n/ac)、 GPS、Bluetooth 4.0、 テザリング、エリアメール、 NOTTV(録画対応)、ワンセグ、 フルセグ、NFC/FeliCa、 赤外線通信、ANT+、 かんたんテザリング                                        |
| SH-05F                 | Disney Mobile on docomo シャープ         | 2014年5月29日 Android 4.2                                                | 3G：FOMA (W-CDMA) 2G：GSM                  | 3.9G : Xi 3.5G：FOMA (HSDPA/HSUPA) 2G：EDGE | 無線LAN(IEEE 802.11a/b/g/n/ac)、 GPS、Bluetooth 4.0、 テザリング、エリアメール、 NOTTV(録画対応)、ワンセグ、 フルセグ、NFC/FeliCa                                                                                |
| F-05F                  | ARROWS NX 富士通                         | 2014年5月30日 Android 4.4                                                | 3.9G：Xi (VoLTE) 3G：FOMA (W-CDMA) 2G：GSM | 3.9G : Xi 3.5G：FOMA (HSDPA/HSUPA) 2G：EDGE | 無線LAN(IEEE 802.11a/b/g/n/ac)、 GPS、Bluetooth 4.0、 テザリング、エリアメール、 NOTTV(録画対応)、ワンセグ、 フルセグ、NFC/FeliCa、 赤外線通信、かんたんテザリング                                               |
| SO-04F                 | Xperia A2 ソニーモバイル                 | 2014年6月19日 Android 4.4                                                | 3G：FOMA (W-CDMA) 2G：GSM                  | 3.9G : Xi 3.5G：FOMA (HSDPA/HSUPA) 2G：EDGE | 無線LAN(IEEE 802.11a/b/g/n/ac)、 GPS、Bluetooth 4.0、 テザリング、エリアメール、 ワンセグ、NFC/FeliCa、 ANT+、かんたんテザリング                                                                                 |
| 2014冬モデル           |                                          |                                                                          |                                            |                                             | |
| SC-02G                 | Galaxy S5 Active サムスン電子            | 2014年10月4日 Android 4.4                                                | 3.9G：Xi (VoLTE) 3G：FOMA (W-CDMA) 2G：GSM | 3.9G : Xi 3.5G：FOMA (HSDPA/HSUPA) 2G：EDGE | 無線LAN(IEEE 802.11a/b/g/n/ac)、 GPS、Bluetooth 4.0、 テザリング、エリアメール、 NOTTV(録画対応)、ワンセグ、 NFC/FeliCa、ANT+、 かんたんテザリング、LTE・Wi-Fi同時接続、 ハイレゾ音源再生                        |
| SC-01G                 | Galaxy Note Edge サムスン電子            | 2014年10月23日 (Charcoal Black) 2014年11月13日 (Frost White) Android 4.4 | 3.9G：Xi (VoLTE) 3G：FOMA (W-CDMA) 2G：GSM | 3.9G : Xi 3.5G：FOMA (HSDPA/HSUPA) 2G：EDGE | 無線LAN(IEEE 802.11a/b/g/n/ac)、 GPS、Bluetooth 4.1、 テザリング、エリアメール、 NOTTV(録画対応)、ワンセグ、 フルセグ、NFC/FeliCa、ANT+、 かんたんテザリング、LTE・Wi-Fi同時接続、 ハイレゾ音源再生              |
| SO-01G                 | Xperia Z3 ソニーモバイル                 | 2014年10月23日 Android 4.4                                               | 3.9G：Xi (VoLTE) 3G：FOMA (W-CDMA) 2G：GSM | 3.9G : Xi 3.5G：FOMA (HSDPA/HSUPA) 2G：EDGE | 無線LAN(IEEE 802.11a/b/g/n/ac)、 GPS、Bluetooth 4.0、 テザリング、エリアメール、 NOTTV(録画対応)、ワンセグ、 フルセグ、NFC/FeliCa、 ANT+、かんたんテザリング、ハイレゾ音源再生                                   |
| SO-02G                 | Xperia Z3 Compact ソニーモバイル         | 2014年11月12日 Android 4.4                                               | 3.9G：Xi (VoLTE) 3G：FOMA (W-CDMA) 2G：GSM | 3.9G : Xi 3.5G：FOMA (HSDPA/HSUPA) 2G：EDGE | 無線LAN(IEEE 802.11a/b/g/n/ac)、 GPS、Bluetooth 4.0、 テザリング、エリアメール、 ワンセグ、NFC/FeliCa、 ANT+、かんたんテザリング、ハイレゾ音源再生                                                               |
| SH-01G                 | AQUOS ZETA シャープ                      | 2014年11月14日 Android 4.4                                               | 3.9G：Xi (VoLTE) 3G：FOMA (W-CDMA) 2G：GSM | 3.9G : Xi 3.5G：FOMA (HSDPA/HSUPA) 2G：EDGE | 無線LAN(IEEE 802.11a/b/g/n/ac)、 GPS、Bluetooth 4.0、 テザリング、エリアメール、 NOTTV(録画対応)、ワンセグ、 フルセグ、NFC/FeliCa、 赤外線通信、ANT+、 かんたんテザリング、LTE・Wi-Fi同時接続、 ハイレゾ音源再生 |
| F-02G                  | ARROWS NX 富士通                         | 2014年11月19日予定 Android 4.4                                           | 3.9G：Xi (VoLTE) 3G：FOMA (W-CDMA) 2G：GSM | 3.9G : Xi 3.5G：FOMA (HSDPA/HSUPA) 2G：EDGE | 無線LAN(IEEE 802.11a/b/g/n/ac)、 GPS、Bluetooth 4.0、 テザリング、エリアメール、 NOTTV(録画対応)、ワンセグ、 フルセグ、NFC/FeliCa、 赤外線通信、ANT+、 かんたんテザリング、LTE・Wi-Fi同時接続、 ハイレゾ音源再生 |
| SH-02G                 | Disney Mobile on docomo シャープ         | 2014年11月20日予定 Android 4.4                                           | 3.9G：Xi (VoLTE) 3G：FOMA (W-CDMA) 2G：GSM | 3.9G : Xi 3.5G：FOMA (HSDPA/HSUPA) 2G：EDGE | 無線LAN(IEEE 802.11a/b/g/n/ac)、 GPS、Bluetooth 4.0、 テザリング、エリアメール、 NOTTV(録画対応)、ワンセグ、 フルセグ、NFC/FeliCa、 赤外線通信、ANT+、 かんたんテザリング、LTE・Wi-Fi同時接続、 ハイレゾ音源再生 |

## 歴史
2010年
- 4月1日 - Xperia(SO-01B)発売。
- 6月18日 - dynapocket(T-01B)発売。
- 7月23日 - LYNX(SH-10B)発売。
- 7月30日 - BlackBerry Bold 9700発売。
- 10月28日 - GALAXY S(SC-02B)発売。
- 11月26日 - GALAXY Tab(SC-01C)発売。
- 12月1日 - BlackBerry Curve 9300発売。
- 12月3日 - LYNX 3D(SH-03C)発売。
- 12月17日 - REGZA Phone(T-01C)発売。

2011年
- 3月6日 - Optimus chat(L-04C)発売。
- 3月15日 - MEDIAS(N-04C)発売。
- 3月24日 - Xperia arc(SO-01C)発売。
- 3月31日 - Optimus Pad(L-06C)発売。
- 5月20日 - AQUOS PHONE(SH-12C)発売。
- 6月18日 - Optimus bright(L-07C)発売。
- 6月23日 - Galaxy S II(SC-02C)発売。
- 6月24日 - MEDIAS WP(N-06C)発売。
- 6月29日 - BlackBerry Bold 9780発売。
- 7月9日 - Xperia acro(SO-02C)発売。
- 8月6日 - AQUOS PHONE f(SH-13C)発売。
- 8月7日 - F-12C発売。
- 8月13日 - P-07C発売。
- 8月27日 - Xperia ray(SO-03C)発売。

2012年
- 3月26日 - GALAXY S II(SC-02C)がAndroid 4.0へのOSバージョンアップ決定を発表。同時にF-12C、Xperia arc(SO-01C)、Xperia acro(SO-02C)、Xperia ray(SO-03C)がAndroid 4.0へのバージョンアップを検討中であることも発表された[1][2]。
- 7月2日 - 上述で検討中としていた機種は全てAndroid 4.0へのバージョンアップを断念したことを発表[3]。
- 7月3日 - GALAXY S II(SC-02C)のAndroid 4.0へのOSバージョンアップ開始。

2013年
- 5月17日 - Xperia A(SO-04E)発売。
- 5月23日 - Galaxy S4(SC-04E)発売。
- 5月24日 - AQUOS PHONE ZETA(SH-06E)発売。
- 6月7日 - ARROWS NX(F-06E)発売。
- 6月15日 - ELUGA P(P-03E)発売。
- 6月19日 - MEDIAS X(N-06E)発売。
- 6月21日 - AQUOS PHONE si(SH-07E)発売。
- 6月22日 - Optimus it(L-05E)発売。
- 7月31日 - Disney Mobile on docomo F-07E発売。
- 10月11日 - G2(L-01F)発売。
- 10月17日 - Galaxy Note 3(SC-01F)発売。
- 10月24日 - Xperia Z1(SO-01F)、ARROWS NX(F-01F)発売。
- 10月31日 - Galaxy J(SC-02F)発売。
- 11月7日 - AQUOS PHONE ZETA(SH-01F)発売。
- 12月7日 - SH-01F DRAGON QUEST発売[注釈 4]。
- 12月13日 - Disney Mobile on docomo F-03F発売。
- 12月19日 - Xperia Z1 f(SO-02F)発売。

2014年
- 1月24日 - AQUOS PHONE EX(SH-02F)発売。
- 5月15日 - Galaxy S5(SC-04F)発売。
- 5月21日 - Xperia Z2(SO-03F)発売。
- 5月23日 - AQUOS ZETA(SH-04F)発売。
- 5月29日 - Disney Mobile on docomo SH-05F発売。
- 5月30日 - ARROWS NX(F-05F)発売。
- 6月19日 - Xperia A2(SO-04F)発売。
- 10月4日 - Galaxy S5 Active(SC-02G)発売。
- 10月23日 - Galaxy Note Edge(SC-01G・Charcoal Black)、Xperia Z3(SO-01G)発売。
- 11月12日 - Xperia Z3 Compact(SO-02G)発売。
- 11月13日 - Galaxy Note Edge(SC-01G・Frost White)発売。

## OSバージョンアップ

### Android 2.x系列
Android 2.1
| 機種名        | アップデート 開始日 | 備考 |
| ------------- | ------------------- | ---- |
| Xperia SO-01B | 2010年11月10日      |      |

Android 2.2
| 機種名            | アップデート 開始日 | 備考 |
| ----------------- | ------------------- | ---- |
| REGZA Phone T-01C | 2011年5月18日       |      |
| LYNX 3D SH-03C    | 2011年6月7日        |      |

Android 2.3
| 機種名            | アップデート 開始日 | 備考                                                                                                 |
| ----------------- | ------------------- | --- |
| Galaxy S SC-02B   | 2011年6月7日        | |
| GALAXY Tab SC-01C | 2011年6月7日        | |
| MEDIAS N-04C      | 2011年9月22日       | バージョンアップ当日に、FeliCa機能が使えなくなる不具合が見つかり配信を一時中断。10月20日に配信再開。 |

### Android 4.x系列
Android 4.0
| 機種名             | アップデート 実施予定発表 | アップデート 開始日 | 備考 |
| ------------------ | ------------------------- | ------------------- | --- |
| GALAXY S II SC-02C | 2012年3月26日             | 2012年7月3日        | バージョンアップ当日に、一部においてキーボードが強制終了し表示されなくなる不具合が見つかり配信を一時中断。8月7日に配信再開。 |

Android 4.2
| 機種名          | アップデート 実施予定発表 | アップデート 開始日 | 備考 |
| --------------- | ------------------------- | ------------------- | --- |
| Xperia A SO-04E | 2013年8月6日              | 2013年9月3日        | バージョンアップには本体メモリに500MB以上の空き容量が必要。 2013年7月11日に配信されたソフトウェア更新を適用しないとバーションアップ不可。 |

Android 4.3
| 機種名           | アップデート 実施予定発表 | アップデート 開始日 | 備考 |
| ---------------- | ------------------------- | ------------------- | ---- |
| GALAXY S4 SC-04E | 2014年2月17日             | 2014年2月17日       |      |

Android 4.4
| 機種名                  | アップデート 実施予定発表 | アップデート 開始日 | 備考 |
| ----------------------- | ------------------------- | ------------------- | --- |
| Xperia Z1 SO-01F        | 2014年6月26日             | 2014年6月26日       | バージョンアップには本体メモリに500MB以上の空き容量が必要。 2014年3月31日に配信されたソフトウェア更新を適用しないとバーションアップ不可。 |
| Xperia Z1 f SO-02F      | 2014年6月26日             | 2014年6月26日       | バージョンアップには本体メモリに500MB以上の空き容量が必要。 2014年3月31日に配信されたソフトウェア更新を適用しないとバーションアップ不可。 |
| GALAXY S4 SC-04E        | 2014年6月26日             | 2014年7月8日        | Android 4.3バージョンアップ提供中。 |
| GALAXY Note 3 SC-01F    | 2014年6月26日             | 2014年7月8日        | |
| GALAXY J SC-02F         | 2014年6月26日             | 2014年7月8日        | |
| AQUOS PHONE ZETA SH-01F | 2014年6月26日             | 2014年10月7日       | |
| ARROWS NX F-01F         | 2014年6月26日             |                     | |

## バッテリー
以下の端末ではバッテリーの取り外しができず、バッテリーの交換はドコモショップへの持ち込んでの修理となる。バッテリーの交換代金は以下の通り。ドコモプレミアクラブの修理代金サポートも対象外のため全額実費である。
元々ドコモでは、防水機種について防水性能を維持するため故障の有無にかかわらず2年に1回の頻度でドコモショップへ持ち込んで点検を受けるよう公式サイトなどで呼びかけており、そのついでにバッテリー交換をしてもらうことを想定している。
| 対応区分   | モデル発売時期      | 端末型名                         | 代金 （本体価格） | +消費税額 （8%計算） | =合計支払額 |
| ---------- | ------------------- | -------------------------------- | ----------------- | -------------------- | ----------- |
| 店頭対応   | 2013年夏            | SH-06E                           | 3,700円           | 296円                | 3,996円     |
| 預かり修理 | 2013年夏            | F-06E                            | 6,900円           | 552円                | 7,452円     |
| 預かり修理 | 2013年夏            | F-07E (Disney Mobile on docomo)  | 9,250円           | 740円                | 9,990円     |
| 預かり修理 | 2013年冬・ 2014年春 | L-01F                            | 6,500円           | 520円                | 7,020円     |
| 預かり修理 | 2013年冬・ 2014年春 | SO-01F                           | 8,500円           | 680円                | 9,180円     |
| 預かり修理 | 2013年冬・ 2014年春 | F-01F                            | 6,700円           | 536円                | 7,236円     |
| 預かり修理 | 2013年冬・ 2014年春 | SH-01F/ SH-01F DRAGON QUEST      | 7,000円           | 560円                | 7,560円     |
| 預かり修理 | 2013年冬・ 2014年春 | F-03F (Disney Mobile on docomo)  | 6,200円           | 496円                | 6,696円     |
| 預かり修理 | 2013年冬・ 2014年春 | SO-02F                           | 7,950円           | 636円                | 8,586円     |
| 預かり修理 | 2014年夏            | SO-03F                           | 8,150円           | 652円                | 8,802円     |
| 預かり修理 | 2014年夏            | SH-04F                           | 7,300円           | 584円                | 7,884円     |
| 預かり修理 | 2014年夏            | SH-05F (Disney Mobile on docomo) | 7,000円           | 560円                | 7,560円     |
| 預かり修理 | 2014年夏            | F-05F                            | 6,400円           | 512円                | 6,912円     |
| 預かり修理 | 2014年夏            | SO-04F                           | 7,850円           | 628円                | 8,478円     |
| 預かり修理 | 2014年冬            | SO-01G                           | 7,950円           | 636円                | 8,586円     |
| 預かり修理 | 2014年冬            | SO-02G                           | 7,950円           | 636円                | 8,586円     |

## ギャラリー

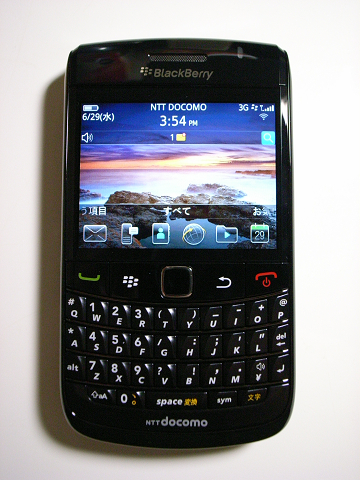
BlackBerry Bold 9780
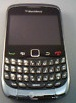
BlackBerry Curve 9300
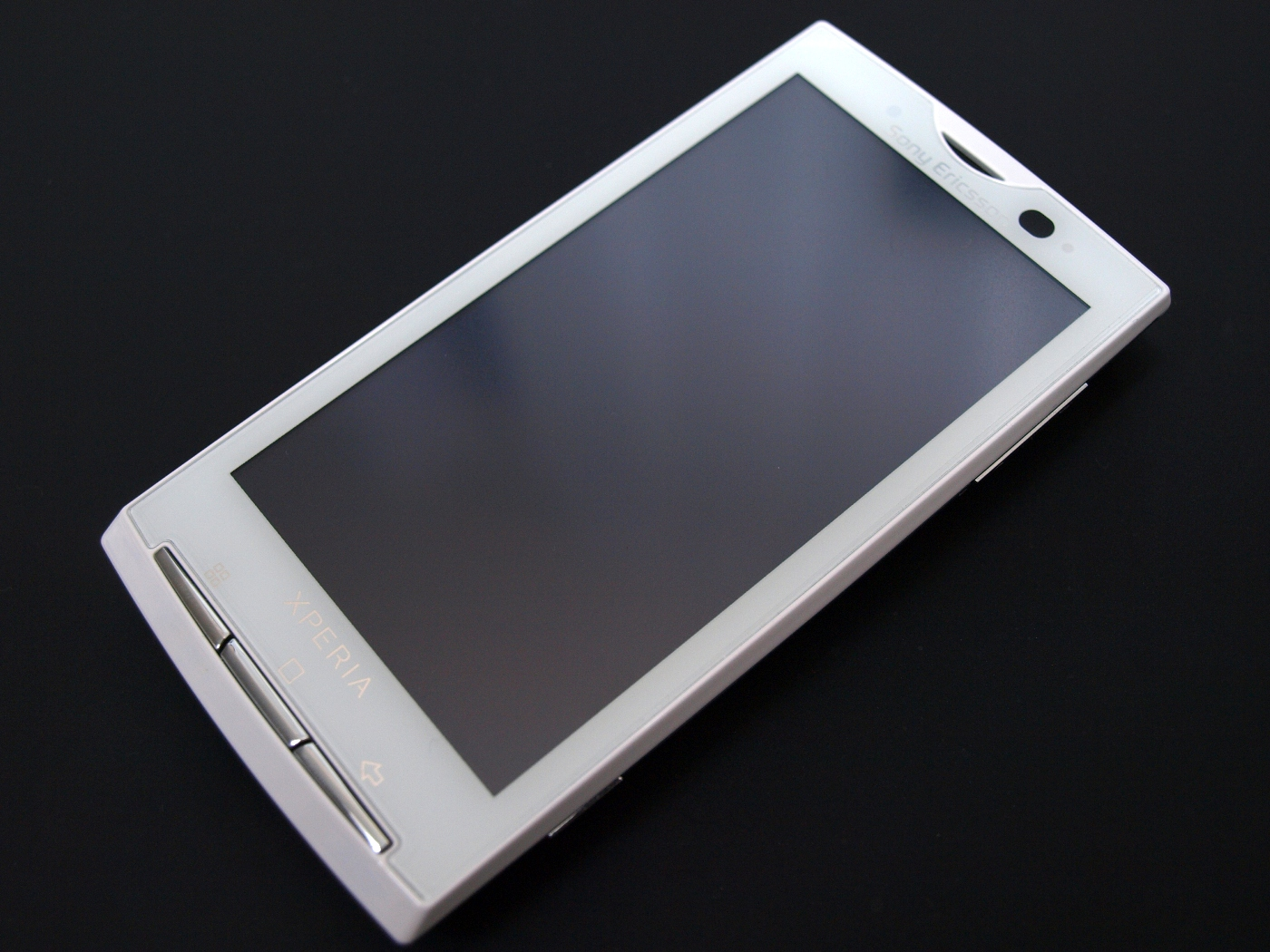
Xperia（SO-01B）
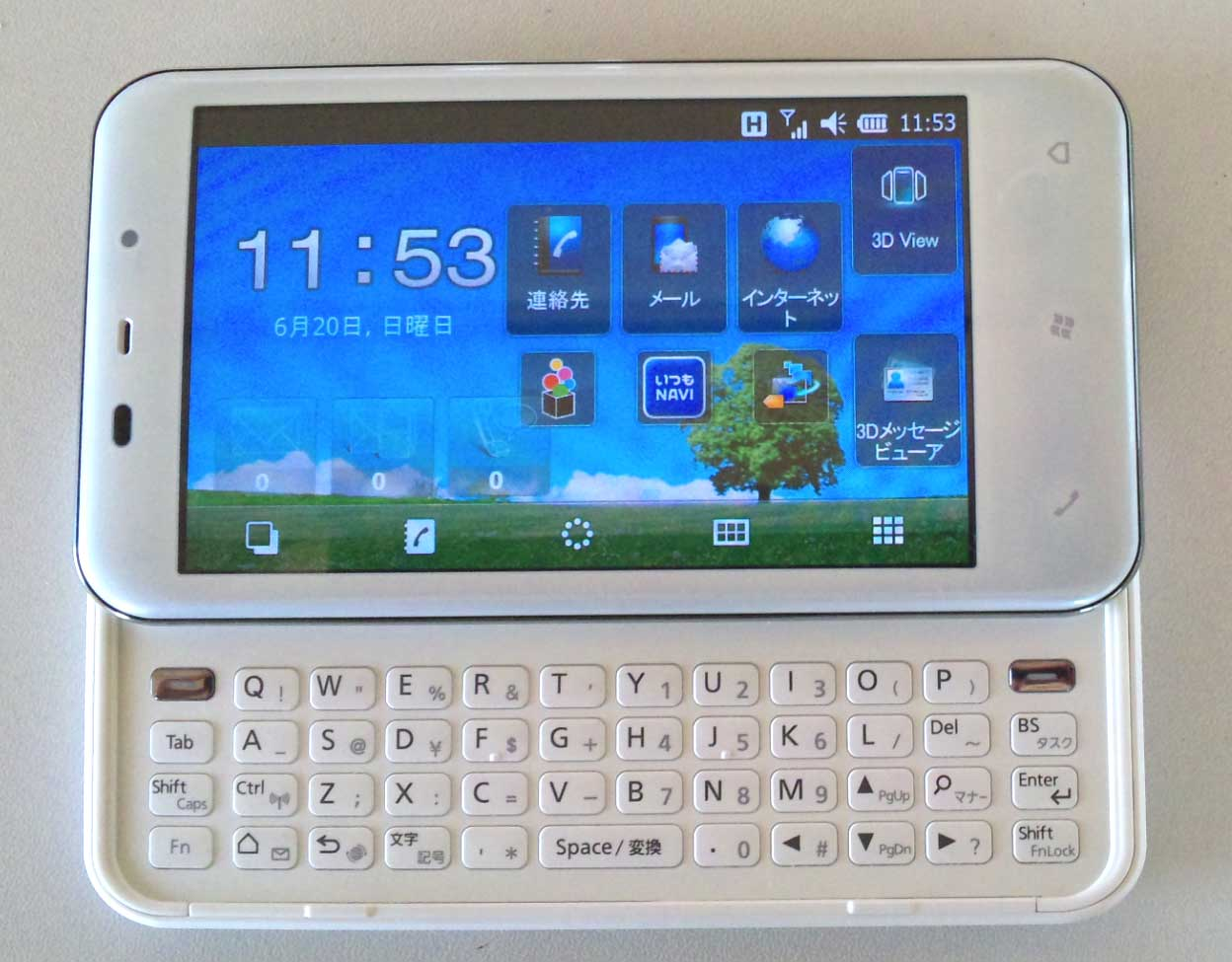
T-01B スライドキーボードを開いた状態
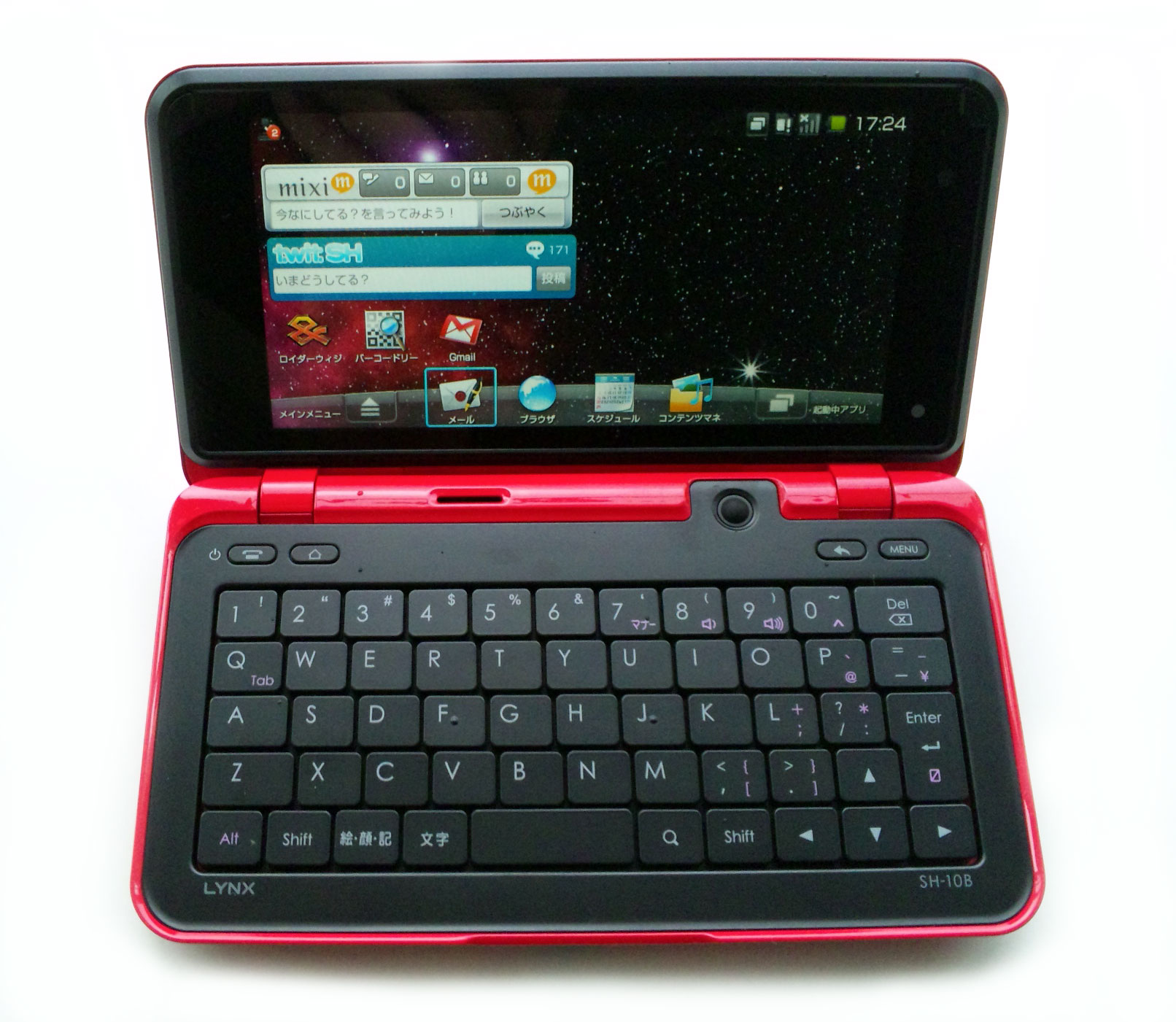
SH-10B（LYNX）
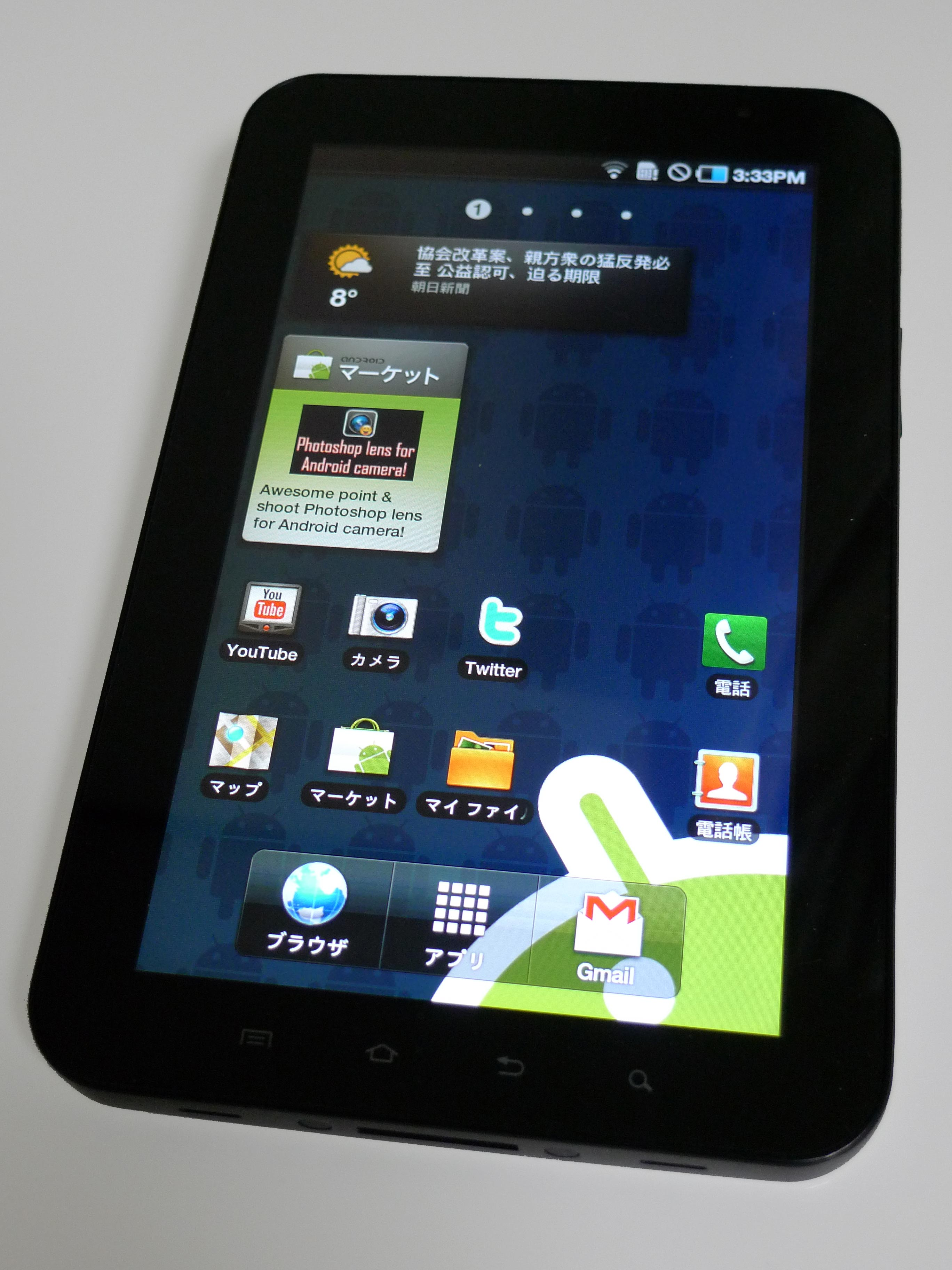
GALAXY Tab (日本仕様)
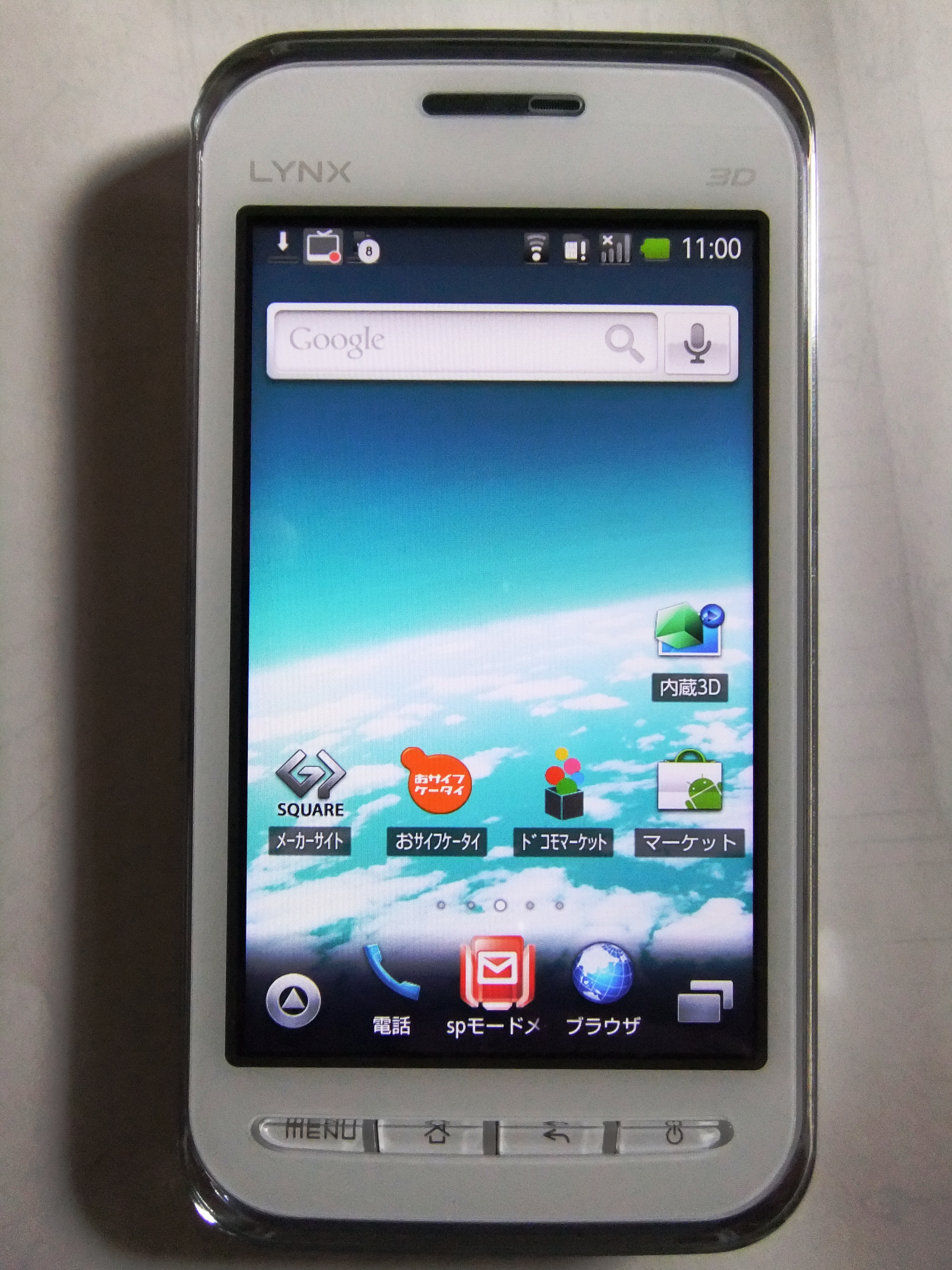
LYNX 3D（SH-03C）
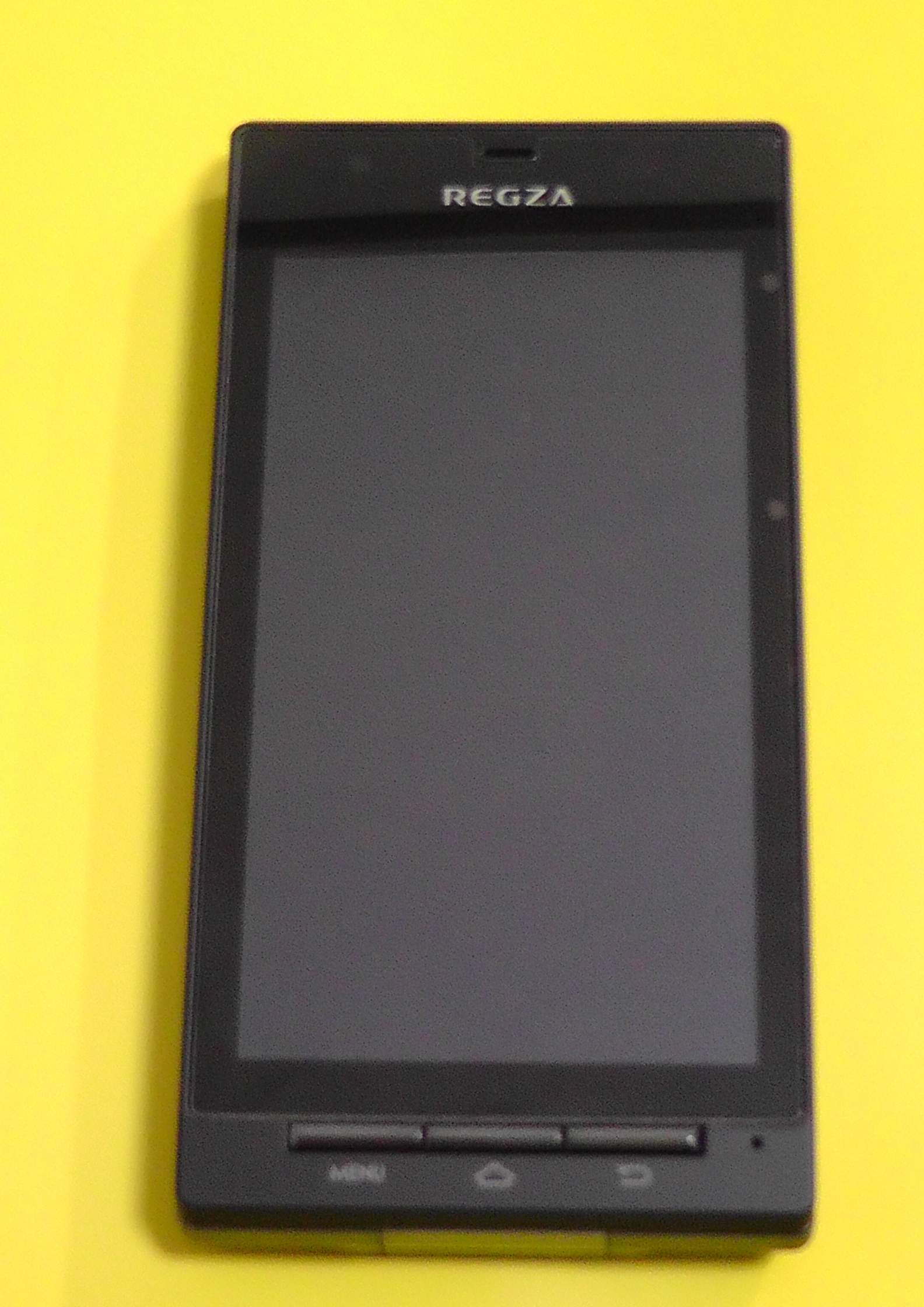
REGZA Phone（T-01C）
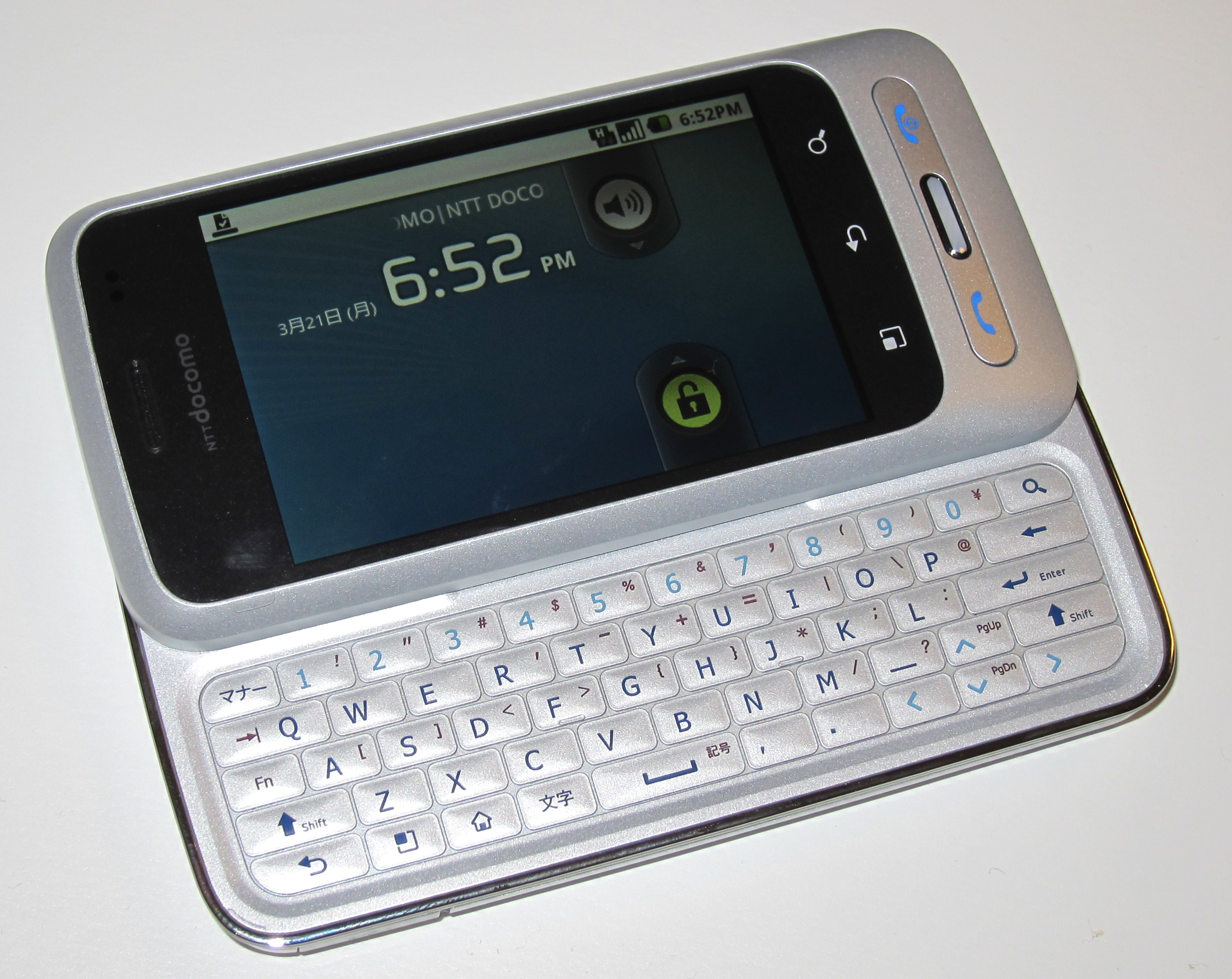
Optimus Chat（L-04C） スライドキーボードを開いた状態
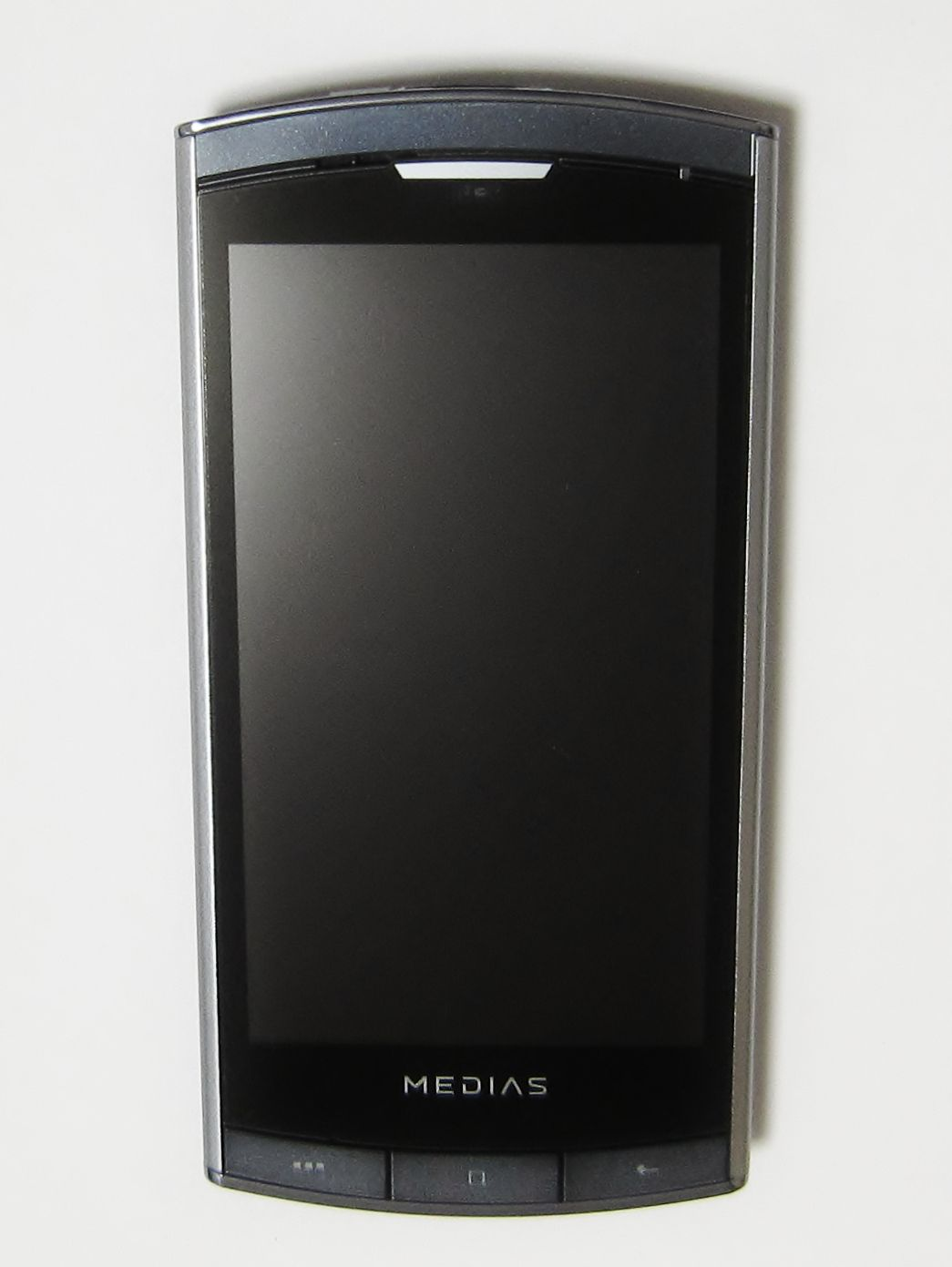
MEDIAS (N-04C)
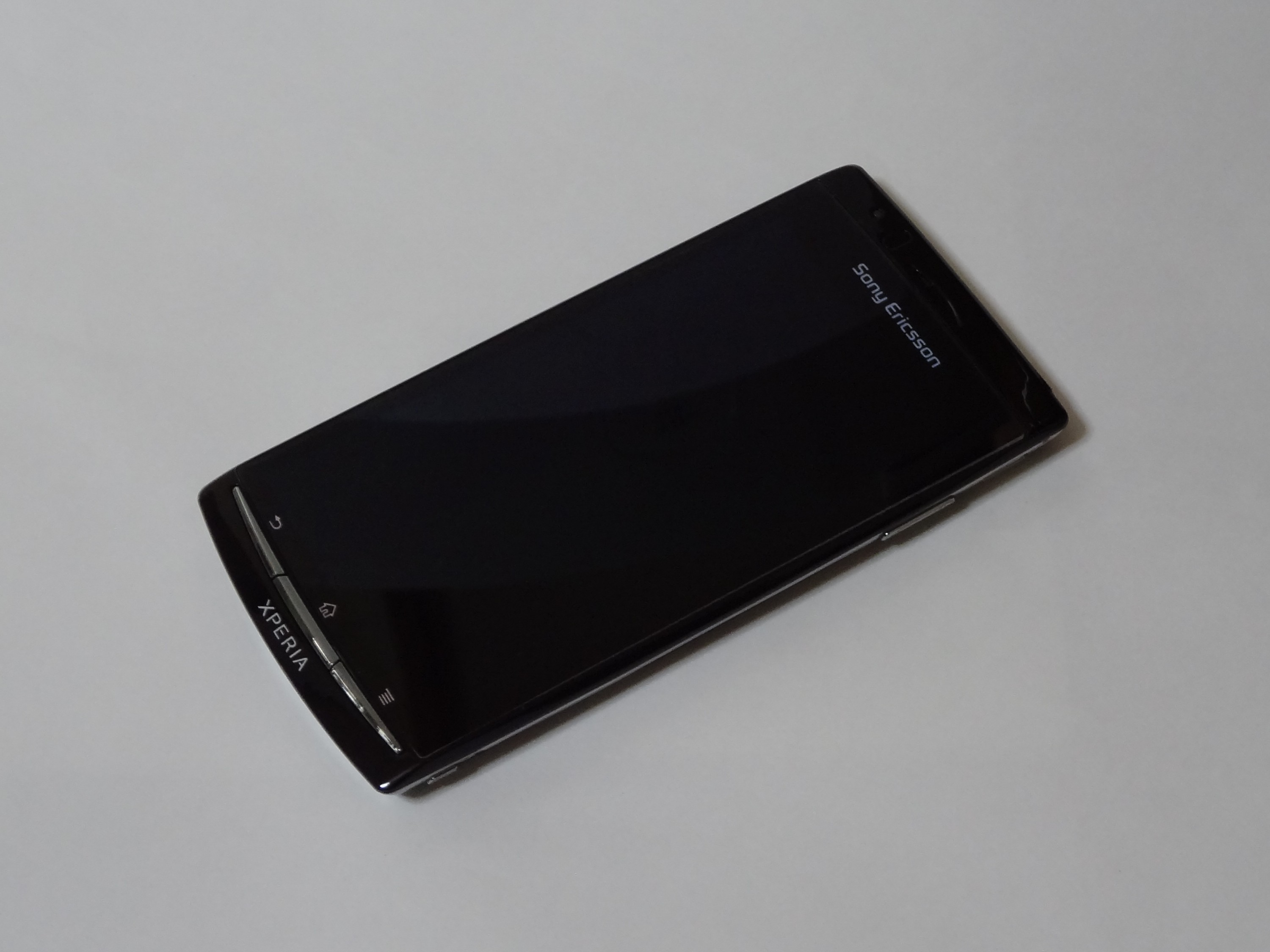
Xperia arc（SO-01C）
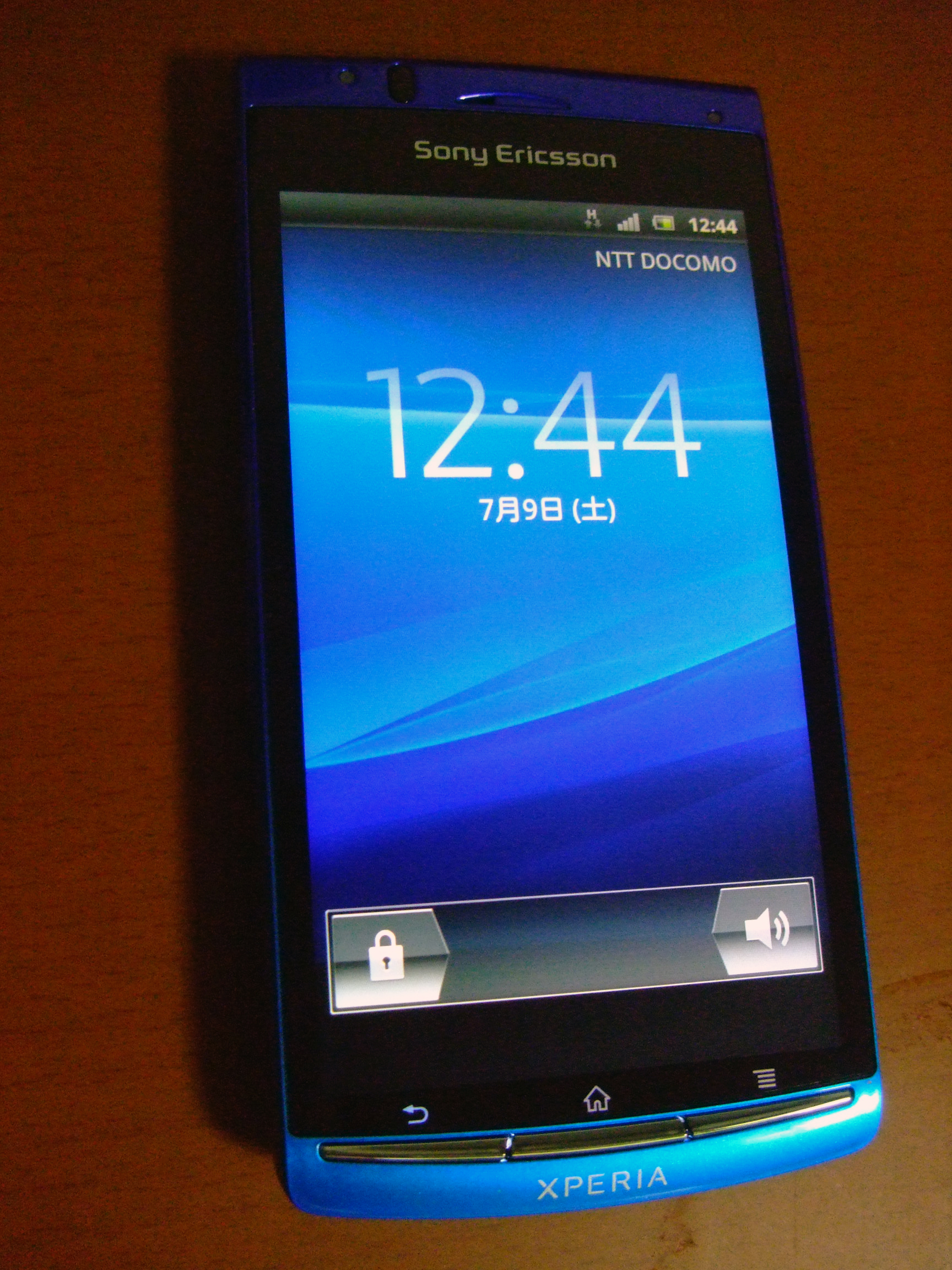
Xperia acro (SO-02C)
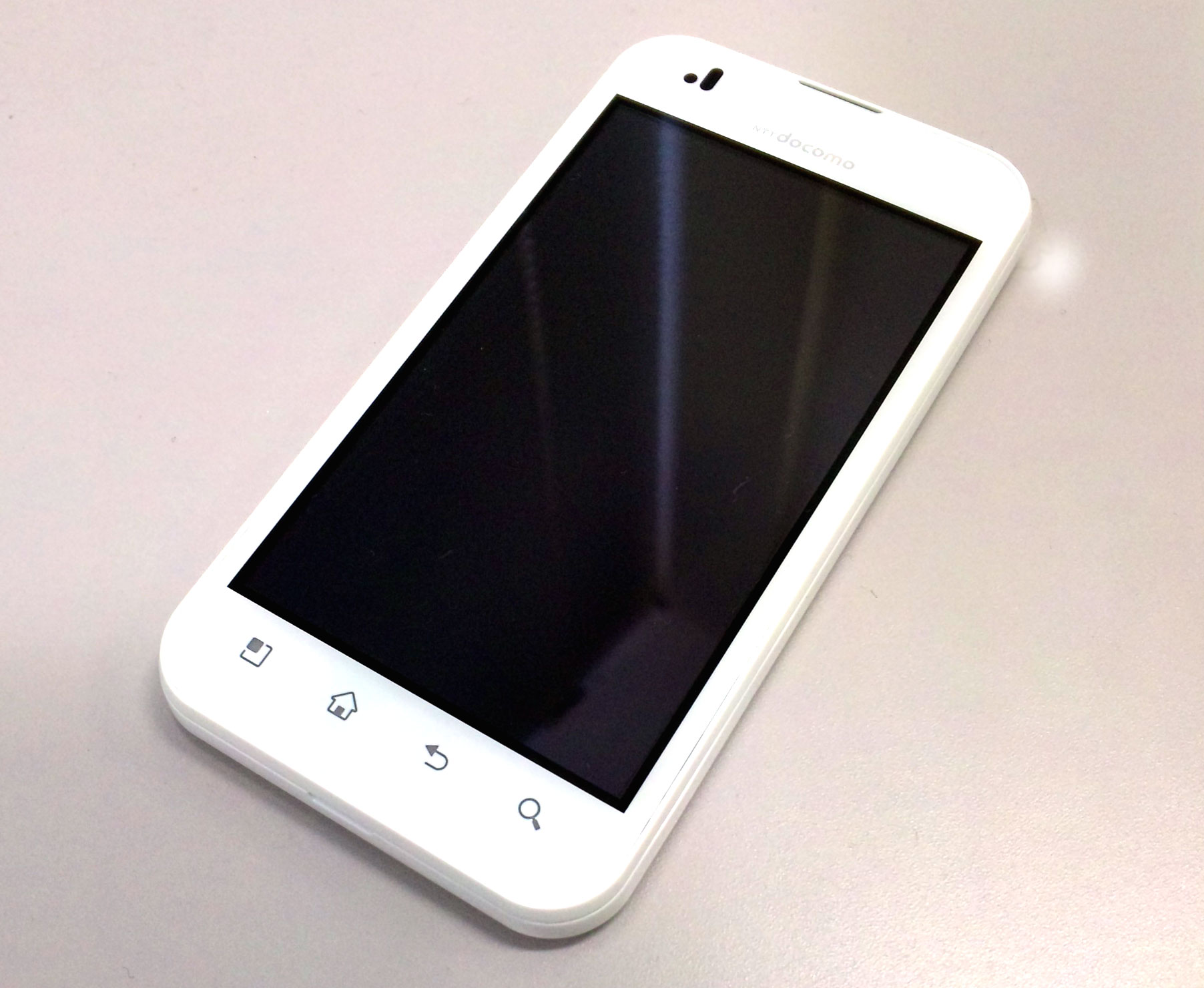
Optimus Bright (L-07C)
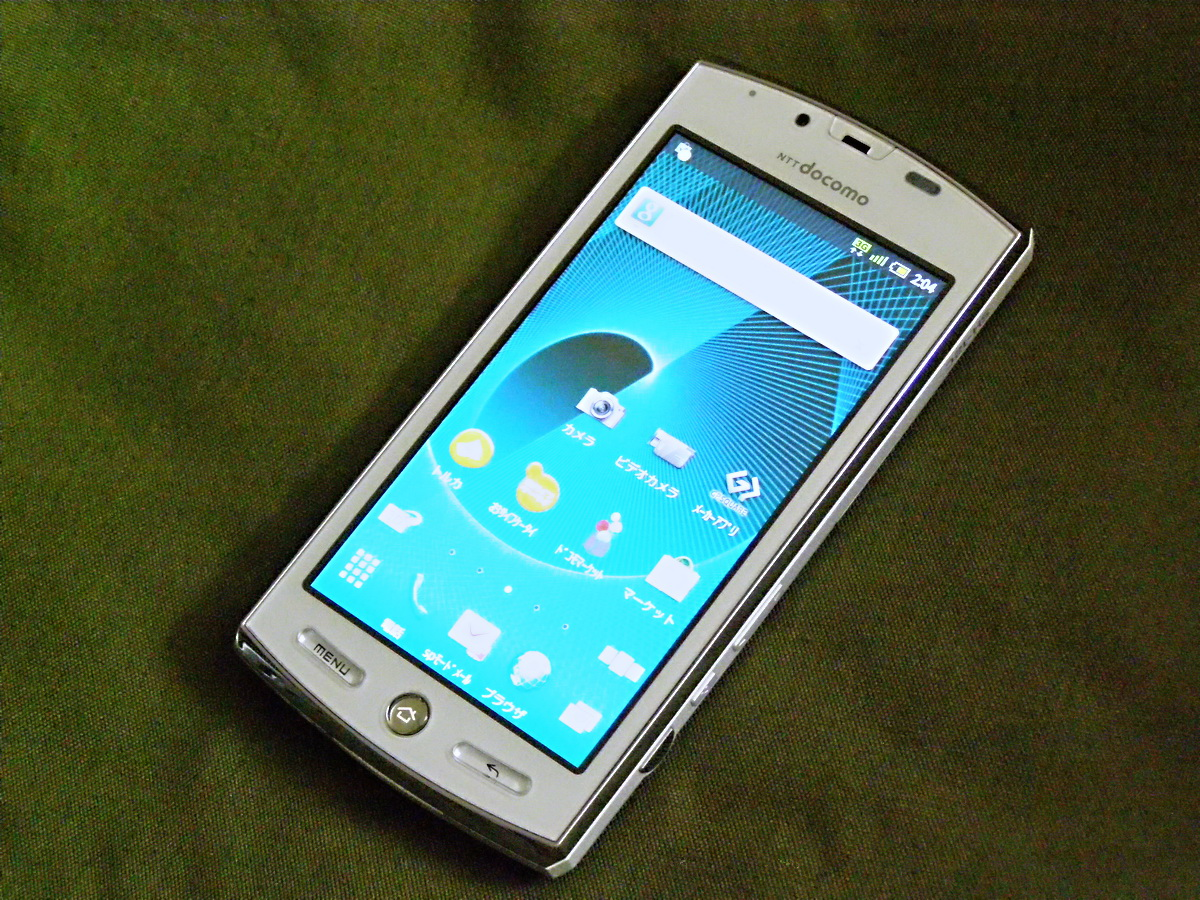
AQUOS Phone (SH-12C)
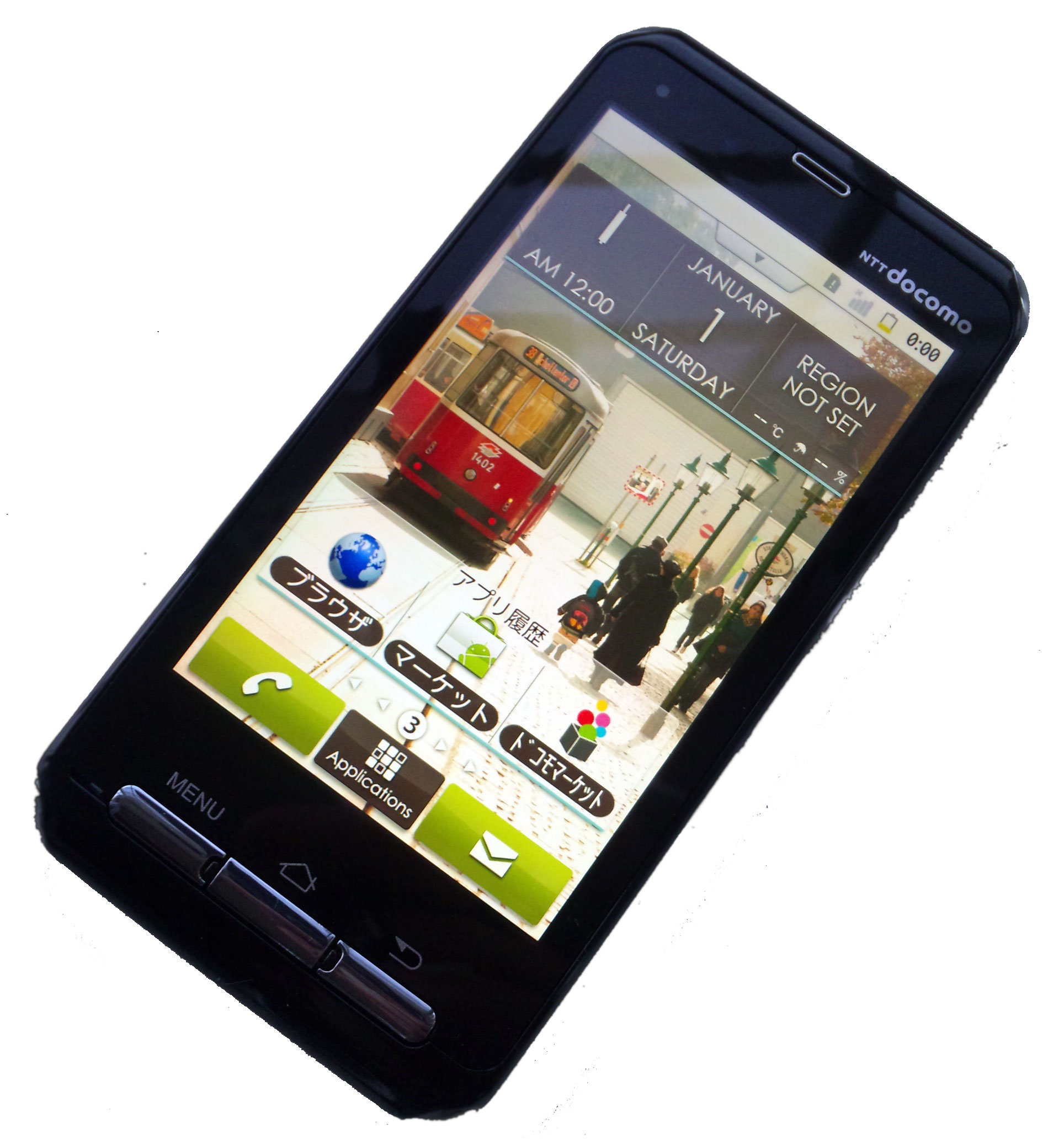
F-12C
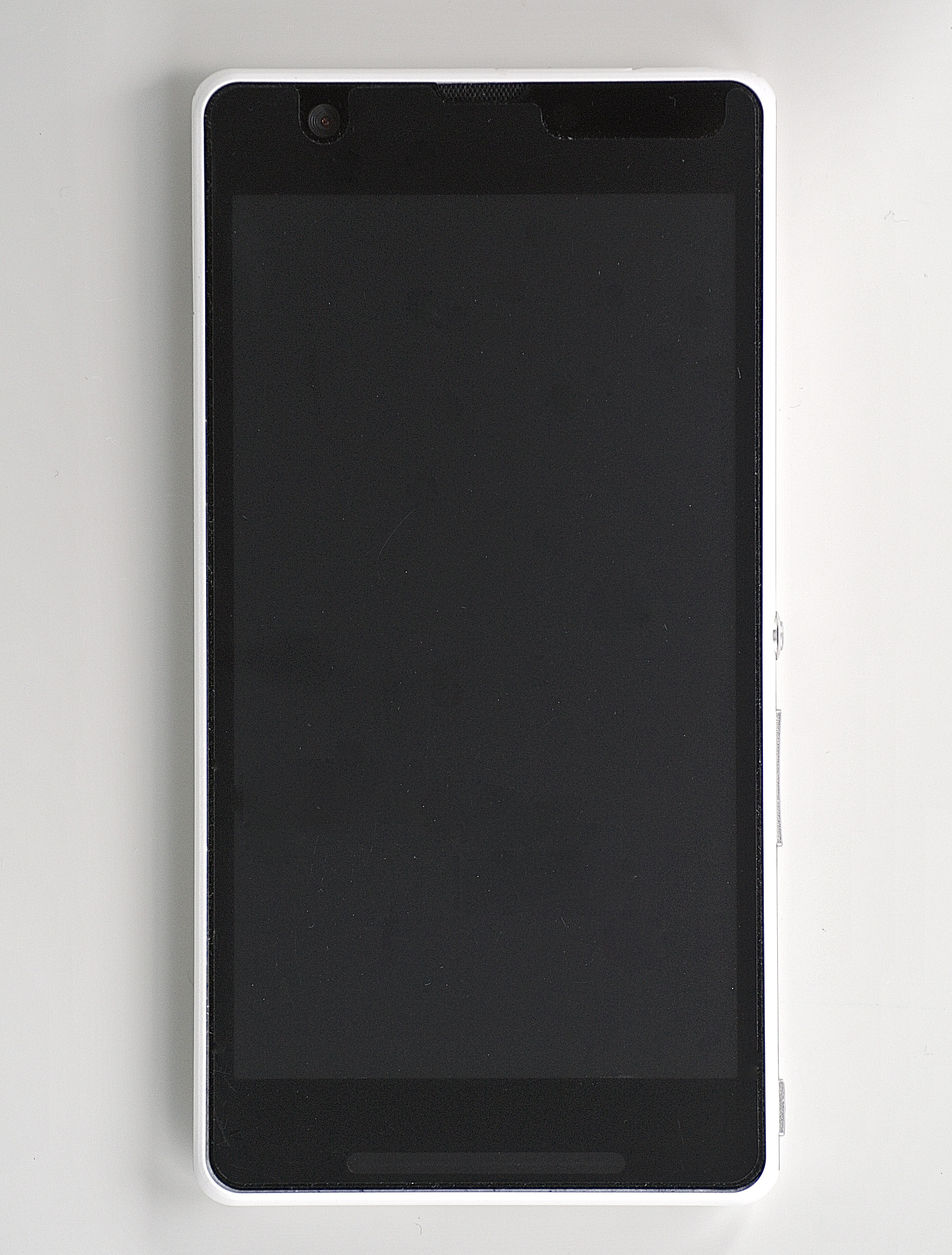
Xperia A (SO-04E)
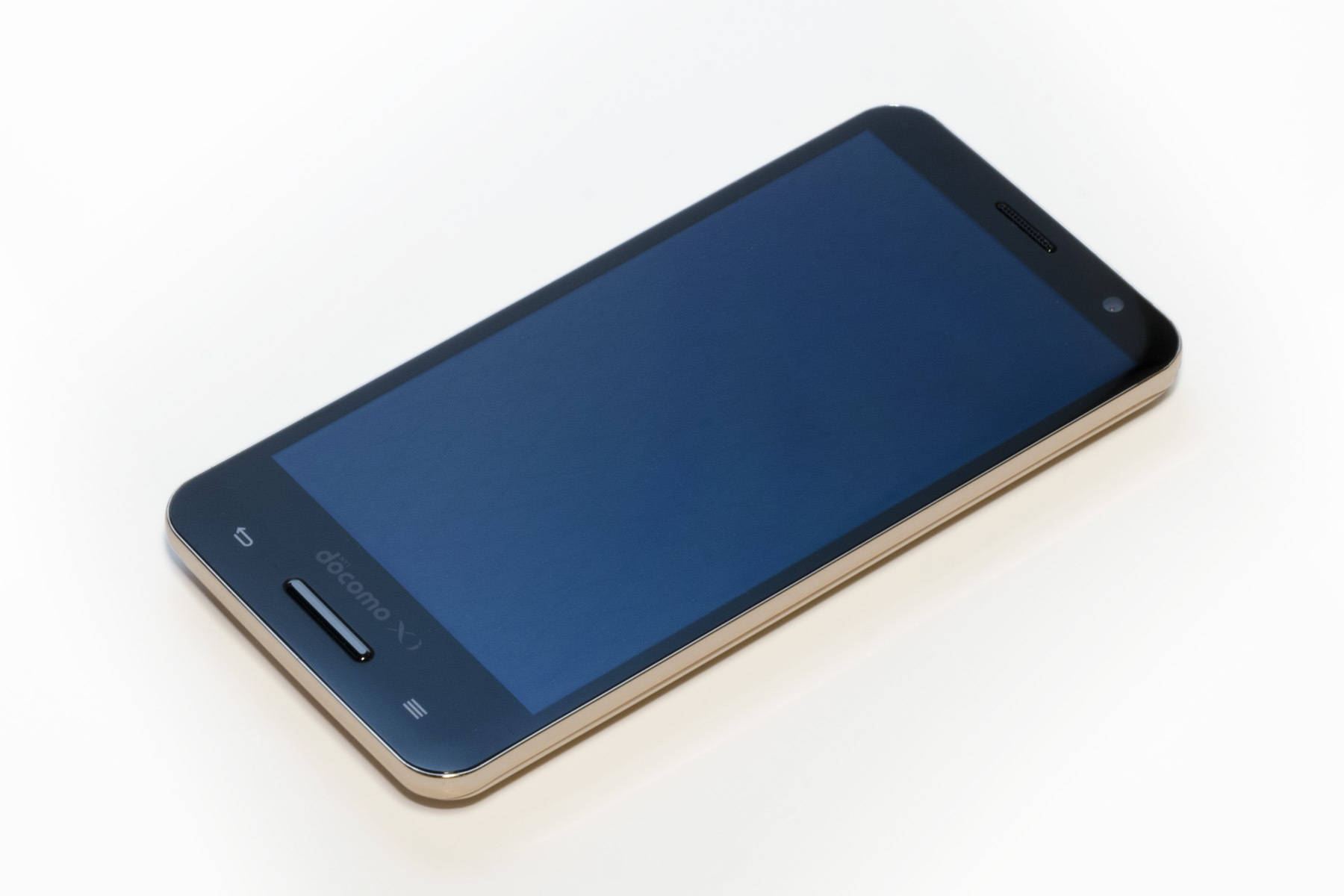
ELUGA P (P-03E)
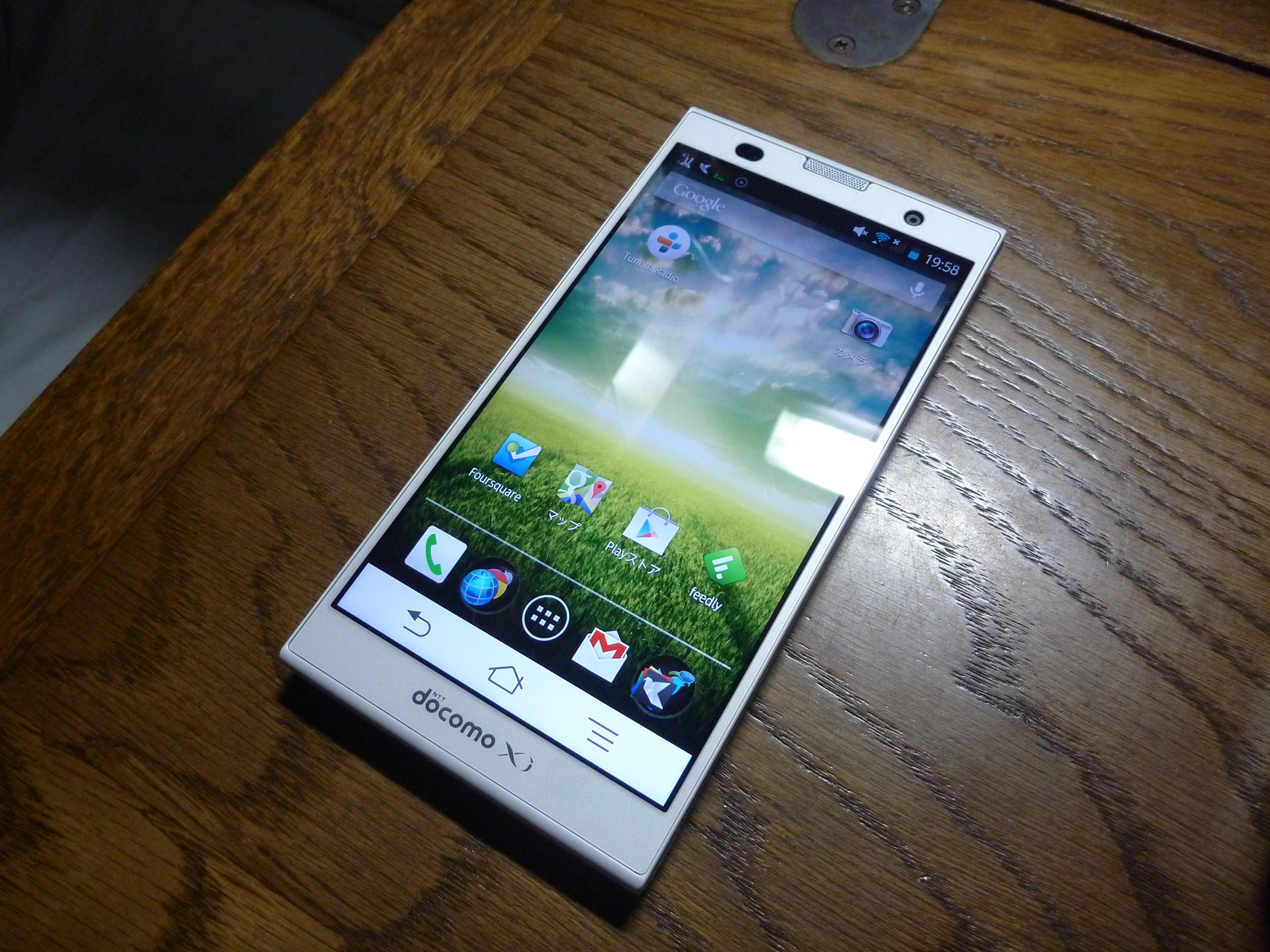
ARROWS NX (F-06E)
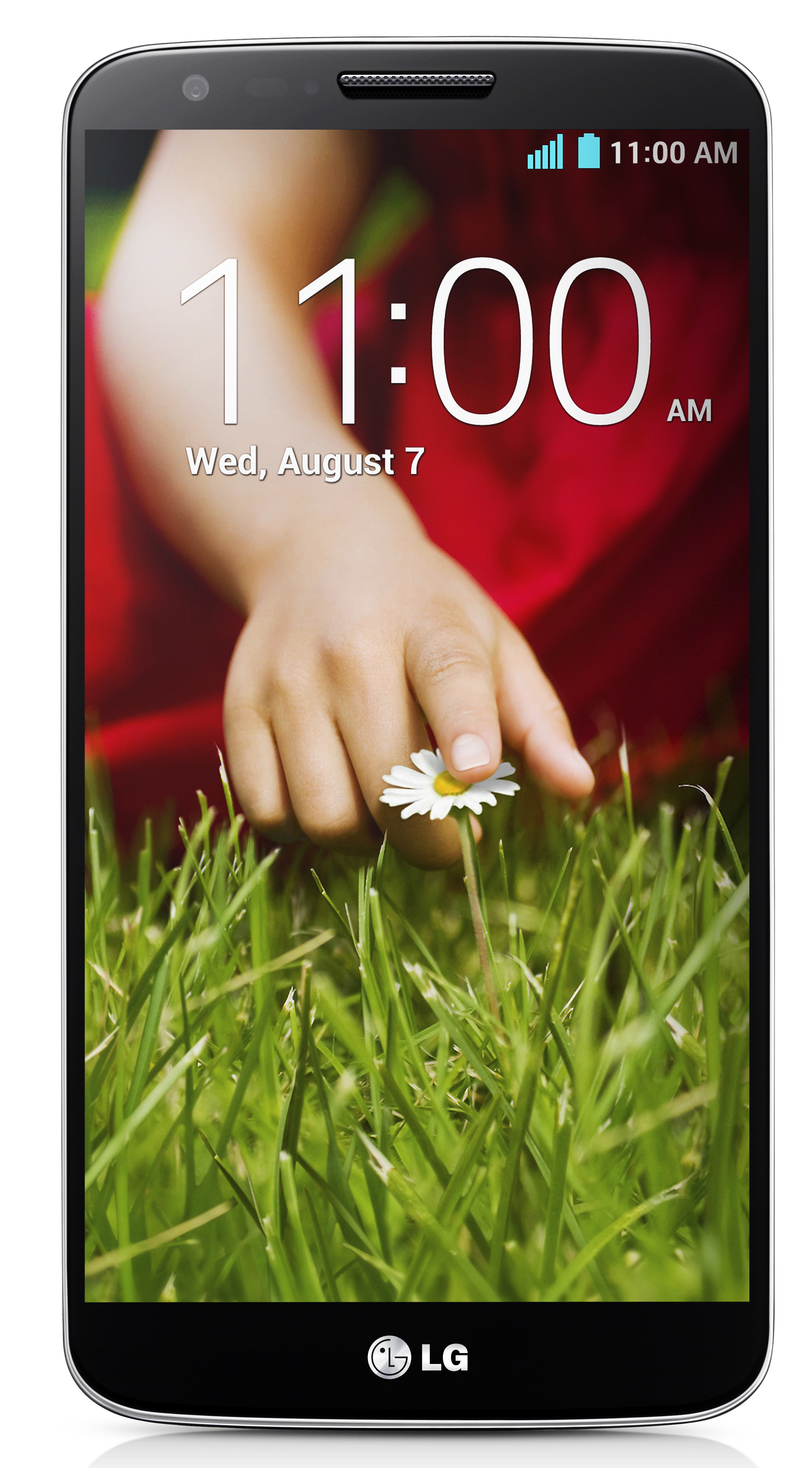
G2 (L-01F) 写真はグローバルモデル
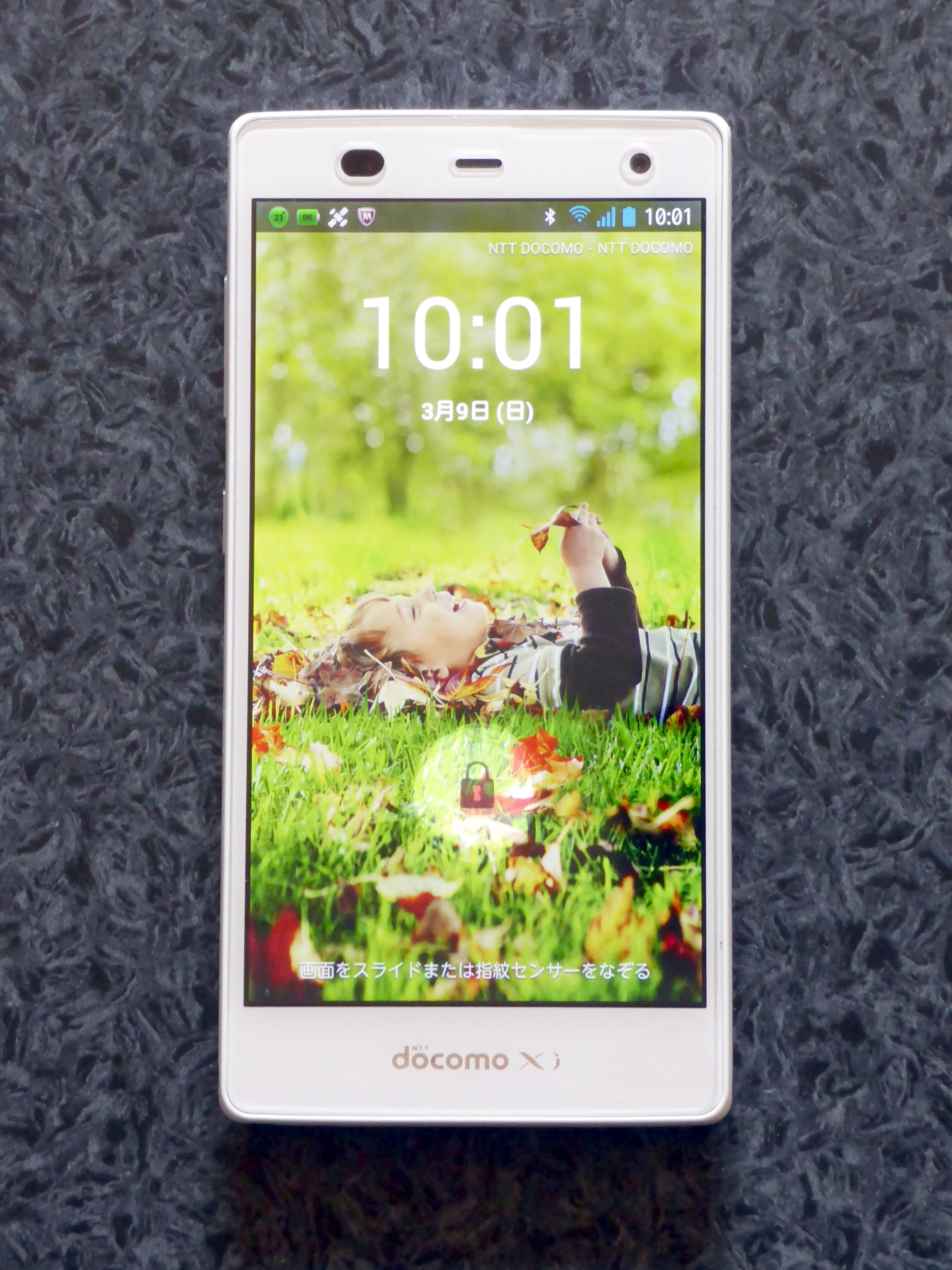
ARROWS NX (F-01F)

## docomo smartphone lounge / docomo LOUNGE

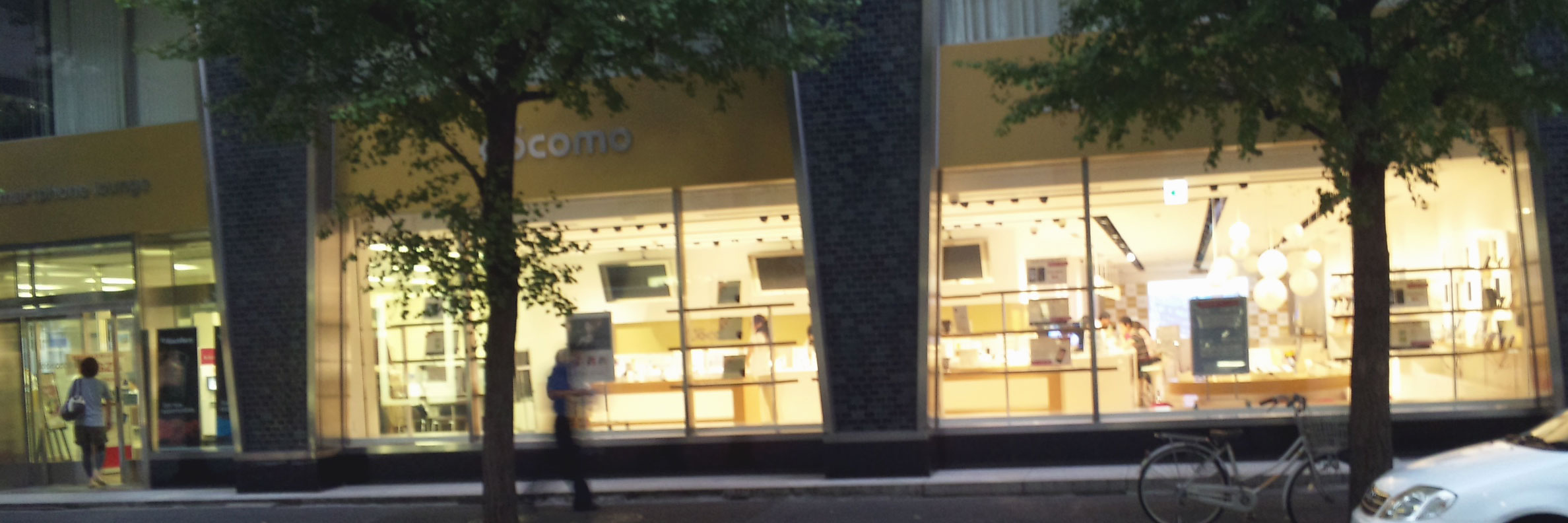
旧・ドコモスマートフォンラウンジ東京

2010年8月より、東京都千代田区有楽町にdocomo smartphone lounge（ドコモスマートフォンラウンジ）という、ドコモのスマートフォンの専門ショールームをオープンさせており 発売中のスマートフォンやアプリケーションの体感及び発売前のスマートフォンなどのタッチアンドトライ、スマートフォン利用者へのサポート対応なども実施している。2011年5月には梅田・神戸・京都 および札幌 に、2011年8月には福岡 に、2013年9月には名古屋 にもドコモスマートフォンラウンジがオープンしたが、2014年3月20日に梅田・神戸・京都の関西3店舗が、2015年3月31日に札幌が、それぞれ閉店している。また2014年6月25日に東京がコンセプトを大きく変更したdocomo LOUNGE（ドコモラウンジ）にリニューアルした。福岡も2014年11月30日にdocomo LOUNGEにリニューアルしたが、2016年2月28日に閉店し、東京も2017年3月10日に閉店した。残る名古屋も2021年3月17日に閉店し、スマートフォンラウンジ、ドコモラウンジは全店舗営業を終了している。

### 閉店したラウンジ一覧
基本的にはドコモショップ（関西エリアはドコモモバイルメディア関西の店舗）が併設されていた。
ドコモスマートフォンラウンジ梅田
大阪府大阪市北区梅田 梅田DTタワーB1F
ドコモモバイルメディア関西 梅田店併設
2013年4月26日に大阪市北区大深町のグランフロント大阪ナレッジ・キャピタル2Fにオープンしたドコモショップグランフロント大阪店（愛称：docomo OSAKA） が実質的な後継店舗となっている。
ドコモスマートフォンラウンジ神戸
兵庫県神戸市中央区小野柄通 アーバンエース三宮ビル1F
ドコモモバイルメディア関西 神戸店併設
ドコモスマートフォンラウンジ京都
京都府京都市下京区四条通柳馬場 京都フコク生命四条柳馬場ビル1F
ドコモモバイルメディア関西 京都店併設
閉店後は同地にドコモショップ京都四条通店がオープンしている（ドコモショップ四条堺町店からの移転）。
ドコモスマートフォンラウンジ札幌
北海道札幌市中央区南1条西1丁目 大成札幌ビル1F
ドコモショップ札幌店併設（ドコモショップは営業継続）
ドコモラウンジ福岡
福岡県福岡市中央区大名 西鉄グランドホテル1F
ドコモショップ西鉄グランドホテル店併設
ドコモラウンジ東京
東京都千代田区有楽町 新有楽町ビルヂング1F
ドコモショップ丸の内店併設
閉店後はドコモショップ丸の内店を拡張し、2017年6月30日に旗艦店としてリニューアルオープンした。
ドコモスマートフォンラウンジ名古屋
愛知県名古屋市中区栄 サカエチカ クリスタル広場前（日産名古屋ギャラリー跡地）
ドコモショップ栄クリスタル広場店が併設されていたが2017年12月31日に閉店。ラウンジも2018年2月22日に改装リニューアルを行い、ドコモショップに代わってiPhone/iPadリペアコーナーが併設された。
閉店後は改装を行い、ドコモショップの新業態であるd garden 名古屋栄店が2021年4月26日にオープンした（ドコモショップ栄店からの移転。iPhone/iPadリペアコーナーは営業継続）。

## ドコモ スマートフォンシリーズ以外のドコモのスマートフォン
「×」のついたAndroidスマートフォンはGoogleアカウントを利用しないもの。
法人専用
- H-21 Business SmartPhone - オプトエレクトロニクス製 大型バーコードスキャナー搭載 Windows Mobile 6.5
- F-05B - 富士通製 大型バーコードスキャナー搭載 Windows Mobile 6.5
- F-04F - 富士通製 Android 4.2

富士通製・らくらくホンシリーズ
- らくらくスマートフォン (F-12D)× - Android 4.0
- らくらくスマートフォン2 (F-08E)× - Android 4.2
- らくらくスマートフォン プレミアム (F-09E) - らくらくホンだが、Googleアカウントも利用可能。Android 4.2
- らくらくスマートフォン3 (F-06F)× - Android 4.4

スマートフォン for ジュニアシリーズ
- SH-05E× - シャープ製 Android 4.0
- SH-03F× - シャープ製 Android 4.0

Apple製・iPhoneシリーズ
- iPhone 5s -  iOS 7
- iPhone 5c -  iOS 7
- iPhone 6 -  iOS 8
- iPhone 6 Plus -  iOS 8

Google製・Google Pixelシリーズ
- Google Pixel 3
- Google Pixel 3 XL
- Google Pixel 3a

Google製・Nexusシリーズ